# Phase de groupes de la Ligue Europa Conférence 2023-2024
Pour un article plus général, voir Ligue Europa Conférence 2023-2024.
Navigation
Phase finale
La phase de groupes de l'édition 2023-2024 de la Ligue Europa Conférence se déroule du 20 septembre au 14 décembre 2023. Un total de 32 équipes y prend part afin de désigner 16 des 24 participants à la phase finale.

## Tirage au sort
Le tirage au sort de la phase de groupes a lieu le 1er septembre 2023 à Monaco. 
Les trente-deux équipes participantes (22 vainqueurs des barrages et 10 équipes éliminées des barrages de la Ligue Europa) sont divisées en quatre chapeaux de huit équipes réparties en fonction de leur Coefficient UEFA en 2023,.
Celles-ci seront réparties en huit groupes de quatre équipes, avec comme restriction l'impossibilité pour deux équipes d'une même association de se rencontrer dans un groupe.
Celles-ci seront réparties en huit groupes de quatre équipes, avec comme restriction l'impossibilité pour deux équipes d'une même association de se rencontrer dans un groupe.
| Chapeau 1           | Chapeau 1 | Chapeau 2             | Chapeau 2 | Chapeau 3             | Chapeau 3 | Chapeau 4               | Chapeau 4 |
| ------------------- | --------- | --------------------- | --------- | --------------------- | --------- | ----------------------- | --------- |
| Eintracht Francfort | 77.000    | PAOK Salonique        | 25.000    | KRC Genk              | 18.000    | HŠK Zrinjski Mostar Ch  | 8.500     |
| Dinamo Zagreb Ch    | 55.000    | Slovan Bratislava Ch  | 24.500    | Zorya Louhansk        | 16.000    | Aberdeen FC             | 8.000     |
| Club Bruges         | 54.000    | Maccabi Tel-Aviv      | 24.000    | Beşiktaş JK           | 14.000    | KÍ Klaksvík Ch          | 8.000     |
| AZ Alkmaar          | 47.500    | Viktoria Plzeň        | 22.000    | FK Astana Ch          | 14.000    | FK Čukarički            | 6.475     |
| KAA La Gantoise     | 37.500    | Aston Villa           | 21.914    | HJK Helsinki Ch       | 11.000    | FC Lugano               | 6.335     |
| LOSC Lille          | 30.000    | Ludogorets Razgrad Ch | 21.000    | Legia Varsovie C      | 11.000    | Breiðablik Kópavogur Ch | 6.000     |
| Fenerbahçe SK C     | 30.000    | ACF Fiorentina        | 20.000    | Spartak Trnava C      | 10.500    | FC Nordsjælland         | 5.565     |
| Ferencváros TC Ch   | 27.000    | FK Bodø/Glimt         | 20.000    | Olimpija Ljubljana Ch | 9.000     | KF Ballkani Ch          | 3.000     |

C : Vainqueur de la coupe nationale
Ch : Champion national
- Futur qualifié pour les huitièmes de finale
- Futur qualifié pour les barrages de la phase à élimination directe

## Groupes
Dans chaque groupe, chaque équipe affronte les trois autres, à domicile et à l'extérieur suivant un format « toutes rondes », pour un total de six matchs chacun. Le premier se qualifie pour les huitièmes de finale, le deuxième est qualifié pour les barrages de la phase à élimination directe et affrontera les reversés de Ligue Europa. La répartition des points est la suivante : 3 points pour une victoire, 1 point pour un match nul et 0 points pour une défaite.

### Critères de départage
En cas d’égalité de points de plusieurs équipes à l'issue des matches de groupe, les critères suivants sont appliqués dans l'ordre indiqué pour établir leur classement :
1. plus grand nombre de points obtenus dans les matches du groupe disputés entre les équipes concernées ;
2. meilleure différence de buts dans les matches du groupe disputés entre les équipes concernées ;
3. plus grand nombre de buts marqués dans les matches du groupe disputés entre les équipes concernées ;
4. plus grand nombre de buts marqués à l’extérieur dans les matches du groupe disputés entre les équipes concernées ;
5. si, après l’application des critères 1 à 4, plusieurs équipes sont toujours à égalité, les critères 1 à 4 sont à nouveau appliqués exclusivement aux matches entre les équipes concernées afin de déterminer leur classement final. Si cette procédure ne donne pas de résultat, les critères 6 à 12 s’appliquent ;
6. meilleure différence de buts dans tous les matches du groupe ;
7. plus grand nombre de buts marqués dans tous les matches du groupe ;
8. plus grand nombre de buts marqués à l’extérieur dans tous les matches du groupe ;
9. plus grand nombre de victoires dans tous les matches du groupe ;
10. plus grand nombre de victoires à l'extérieur dans tous les matches du groupe ;
11. total le plus faible de points disciplinaires sur la base uniquement des cartons jaunes et des cartons rouges reçus durant tous les matches du groupe (carton rouge = 3 points, carton jaune = 1 point, expulsion pour deux cartons jaunes au cours d'un match = 3 points) ;
12. meilleur coefficient de club.

Légende des classements
- Futur qualifié pour les huitièmes de finale
- Futur qualifié pour les barrages de la phase à élimination directe

Légende des résultats
- Victoire à domicile
- Match nul
- Victoire à l'extérieur

#### Groupe A
| Rang | Équipe             | Pts | J | G | N | P | Bp | Bc | Diff |  | Résultats (▼ dom., ► ext.) |     |     |     |     |
| ---- | ------------------ | --- | - | - | - | - | -- | -- | ---- |  | -------------------------- | --- | --- | --- | --- |
| 1    | LOSC Lille         | 14  | 6 | 4 | 2 | 0 | 10 | 2  | +8   |  | LOSC Lille                 |     | 2-1 | 2-0 | 3-0 |
| 2    | Slovan Bratislava  | 10  | 6 | 3 | 1 | 2 | 8  | 7  | +1   |  | Slovan Bratislava          | 1-1 |     | 1-2 | 2-1 |
| 3    | Olimpija Ljubljana | 6   | 6 | 2 | 0 | 4 | 4  | 9  | -5   |  | Olimpija Ljubljana         | 0-2 | 0-1 |     | 2-0 |
| 4    | KÍ Klaksvík        | 4   | 6 | 1 | 1 | 4 | 5  | 9  | -4   |  | KÍ Klaksvík                | 0-0 | 1-2 | 3-0 |     |

| 1re journée                  | LOSC Lille                      | 2 - 0   | Olimpija Ljubljana     | Stade Pierre-Mauroy, Villeneuve-d'Ascq                                         |                                                                                |
| 20 septembre 2023 16h30 CEST | David 43e (pen.) · Yazici 90+4e | (1 - 0) |                        | Spectateurs : 13 817 Arbitrage : Joey Kooij Arbitre vidéo : Edwin Van De Graaf | Spectateurs : 13 817 Arbitrage : Joey Kooij Arbitre vidéo : Edwin Van De Graaf |
| 20 septembre 2023 16h30 CEST | Gomes 53e                       | Rapport | 35e Pedro · 39e Elšnik | Spectateurs : 13 817 Arbitrage : Joey Kooij Arbitre vidéo : Edwin Van De Graaf | Spectateurs : 13 817 Arbitrage : Joey Kooij Arbitre vidéo : Edwin Van De Graaf |

| 1re journée                  | Slovan Bratislava        | 2 - 1   | KÍ Klaksvík                                  | Tehelné pole, Bratislava                                                              |                                                                                       |
| 21 septembre 2023 21h00 CEST | Weiss 54e · Čavrić 74e   | (0 - 0) | 49e Pavlović                                 | Spectateurs : 12 454 Arbitrage : Christian-Petru Ciochirca Arbitre vidéo : Alan Kijas | Spectateurs : 12 454 Arbitrage : Christian-Petru Ciochirca Arbitre vidéo : Alan Kijas |
| 21 septembre 2023 21h00 CEST | Savvidis 33e · Lovat 68e | Rapport | 44e Pavlović · 50e Andreasen · 89e Danielsen | Spectateurs : 12 454 Arbitrage : Christian-Petru Ciochirca Arbitre vidéo : Alan Kijas | Spectateurs : 12 454 Arbitrage : Christian-Petru Ciochirca Arbitre vidéo : Alan Kijas |

| 2e journée                | Olimpija Ljubljana                      | 0 - 1   | Slovan Bratislava                      | Stadion Stožice, Ljubljana                                                         |                                                                                    |
| 5 octobre 2023 18h45 CEST |                                         | (0 - 0) | 55e (pen.) Čavrić                      | Spectateurs : 5 064 Arbitrage : Tasos Sidiropoulos Arbitre vidéo : Vassilis Fotias | Spectateurs : 5 064 Arbitrage : Tasos Sidiropoulos Arbitre vidéo : Vassilis Fotias |
| 5 octobre 2023 18h45 CEST | Vidovšek 27e · Bristrić 50e · Doffo 51e | Rapport | 12e Kankava · 50e Kashia · 90+5e Tolić | Spectateurs : 5 064 Arbitrage : Tasos Sidiropoulos Arbitre vidéo : Vassilis Fotias | Spectateurs : 5 064 Arbitrage : Tasos Sidiropoulos Arbitre vidéo : Vassilis Fotias |

| 2e journée                | KÍ Klaksvík                       | 0 - 0   | LOSC Lille    | Tórsvøllur, Tórshavn                                                         |                                                                              |
| 5 octobre 2023 18h45 CEST |                                   | (0 - 0) |               | Spectateurs : 2 191 Arbitrage : Elchin Masiyev Arbitre vidéo : Mete Kalkavan | Spectateurs : 2 191 Arbitrage : Elchin Masiyev Arbitre vidéo : Mete Kalkavan |
| 5 octobre 2023 18h45 CEST | Danielsen 54e · Frederiksberg 83e | Rapport | 90+3e Miramón | Spectateurs : 2 191 Arbitrage : Elchin Masiyev Arbitre vidéo : Mete Kalkavan | Spectateurs : 2 191 Arbitrage : Elchin Masiyev Arbitre vidéo : Mete Kalkavan |

| 3e journée                 | LOSC Lille                 | 2 - 1   | Slovan Bratislava                    | Stade Pierre-Mauroy, Villeneuve-d'Ascq                                        |                                                                               |
| 26 octobre 2023 18h45 CEST | Yazıcı 68e · Cabella 82e   | (0 - 1) | 23e Čavrić                           | Spectateurs : 19 610 Arbitrage : Luca Pairetto Arbitre vidéo : Michael Fabbri | Spectateurs : 19 610 Arbitrage : Luca Pairetto Arbitre vidéo : Michael Fabbri |
| 26 octobre 2023 18h45 CEST | Diakité 62e · Bentaleb 77e | Rapport | 75e Kucka · 84e Lovat · 90+5e Wimmer | Spectateurs : 19 610 Arbitrage : Luca Pairetto Arbitre vidéo : Michael Fabbri | Spectateurs : 19 610 Arbitrage : Luca Pairetto Arbitre vidéo : Michael Fabbri |

| 3e journée                 | KÍ Klaksvík                                  | 3 - 0   | Olimpija Ljubljana                     | Tórsvøllur, Tórshavn                                                       |                                                                            |
| 26 octobre 2023 18h45 CEST | Joensen 30e · Klettskarð 44e · Andreasen 54e | (2 - 0) |                                        | Spectateurs : 1 121 Arbitrage : Harm Osmers Arbitre vidéo : Benjamin Brand | Spectateurs : 1 121 Arbitrage : Harm Osmers Arbitre vidéo : Benjamin Brand |
| 26 octobre 2023 18h45 CEST |                                              | Rapport | 32e Motika · 37e Fadida · 78e Bristrić | Spectateurs : 1 121 Arbitrage : Harm Osmers Arbitre vidéo : Benjamin Brand | Spectateurs : 1 121 Arbitrage : Harm Osmers Arbitre vidéo : Benjamin Brand |

| 4e journée                 | Slovan Bratislava                           | 1 - 1   | LOSC Lille     | Tehelné pole, Bratislava                                                 |                                                                          |
| 9 novembre 2023 21h00 CEST | Čavrić 80e                                  | (0 - 0) | 52e Gomes      | Spectateurs : 21 544 Arbitrage : Gergo Bogár Arbitre vidéo : Piotr Lasyk | Spectateurs : 21 544 Arbitrage : Gergo Bogár Arbitre vidéo : Piotr Lasyk |
| 9 novembre 2023 21h00 CEST | Savvidis 46e · Barseghyan 84e · Weiss 90+1e | Rapport | 90+3e Bentaleb | Spectateurs : 21 544 Arbitrage : Gergo Bogár Arbitre vidéo : Piotr Lasyk | Spectateurs : 21 544 Arbitrage : Gergo Bogár Arbitre vidéo : Piotr Lasyk |

| 4e journée                 | Olimpija Ljubljana      | 2 - 0   | KÍ Klaksvík                                          | Stadion Stožice, Ljubljana                                                       |                                                                                  |
| 9 novembre 2023 21h00 CEST | Sualehe 84e · Nukić 88e | (0 - 0) |                                                      | Spectateurs : 2 296 Arbitrage : Philip Farrugia Arbitre vidéo : Maurizio Mariani | Spectateurs : 2 296 Arbitrage : Philip Farrugia Arbitre vidéo : Maurizio Mariani |
| 9 novembre 2023 21h00 CEST | Brest 35e · Ratnik 46e  | Rapport | 40e Andreasen · 40e, 62e Frederiksberg · 69e Gussiås | Spectateurs : 2 296 Arbitrage : Philip Farrugia Arbitre vidéo : Maurizio Mariani | Spectateurs : 2 296 Arbitrage : Philip Farrugia Arbitre vidéo : Maurizio Mariani |

| 5e journée                  | Olimpija Ljubljana                     | 0 - 2   | LOSC Lille                               | Stadion Stožice, Ljubljana                                                      |                                                                                 |
| 30 novembre 2023 18h45 CEST |                                        | (0 - 1) | 15e Cabella · 75e Yazıcı                 | Spectateurs : 4 053 Arbitrage : Sven Jablonski Arbitre vidéo : Sascha Stegemann | Spectateurs : 4 053 Arbitrage : Sven Jablonski Arbitre vidéo : Sascha Stegemann |
| 30 novembre 2023 18h45 CEST | Brest 41e · Pedro 60e · Bristrić 90+5e | Rapport | 38e Santos · 41e Umtiti · 86e Haraldsson | Spectateurs : 4 053 Arbitrage : Sven Jablonski Arbitre vidéo : Sascha Stegemann | Spectateurs : 4 053 Arbitrage : Sven Jablonski Arbitre vidéo : Sascha Stegemann |

| 5e journée                  | KÍ Klaksvík               | 1 - 2   | Slovan Bratislava                                                  | Tórsvøllur, Tórshavn                                                       |                                                                            |
| 30 novembre 2023 18h45 CEST | Mikkelsen 17e             | (1 - 1) | 24e 62e Kucka                                                      | Spectateurs : 1 249 Arbitrage : Kristo Tohver Arbitre vidéo : Jonas Hansen | Spectateurs : 1 249 Arbitrage : Kristo Tohver Arbitre vidéo : Jonas Hansen |
| 30 novembre 2023 18h45 CEST | da Silva 27e · Forren 84e | Rapport | 71e Borjan · 75e Kucka · 83e Wimmer · 85e Strelec · 90+4e Savvidis | Spectateurs : 1 249 Arbitrage : Kristo Tohver Arbitre vidéo : Jonas Hansen | Spectateurs : 1 249 Arbitrage : Kristo Tohver Arbitre vidéo : Jonas Hansen |

| 6e journée                  | Slovan Bratislava       | 1 - 2   | Olimpija Ljubljana  | Tehelné pole, Bratislava                                                        |                                                                                 |
| 14 décembre 2023 21h00 CEST | Blackman 27e            | (1 - 1) | 17e 58e Pedro Lucas | Spectateurs : 14 387 Arbitrage : Arda Kardeşler Arbitre vidéo : Koray Gençerler | Spectateurs : 14 387 Arbitrage : Arda Kardeşler Arbitre vidéo : Koray Gençerler |
| 14 décembre 2023 21h00 CEST | Wimmer 16e · Borjan 54e | Rapport | 42e Elšnik          | Spectateurs : 14 387 Arbitrage : Arda Kardeşler Arbitre vidéo : Koray Gençerler | Spectateurs : 14 387 Arbitrage : Arda Kardeşler Arbitre vidéo : Koray Gençerler |

| 6e journée                  | LOSC Lille                                                   | 3 - 0   | KÍ Klaksvík                                                                         | Stade Pierre-Mauroy, Villeneuve-d'Ascq                                     |                                                                            |
| 14 décembre 2023 21h00 CEST | Yazıcı 29e (pen.) · Gomes 87e (pen.) · Zhegrova 90+6e (pen.) | (1 - 0) |                                                                                     | Spectateurs : 20 061 Arbitrage : António Nobre Arbitre vidéo : Hugo Miguel | Spectateurs : 20 061 Arbitrage : António Nobre Arbitre vidéo : Hugo Miguel |
| 14 décembre 2023 21h00 CEST | Bentaleb 39e                                                 | Rapport | 18e Vatnsdal · 28e Forren · 61e, 84e Danielsen · 77e Joensen · 85e, 90+4e Andreasen | Spectateurs : 20 061 Arbitrage : António Nobre Arbitre vidéo : Hugo Miguel | Spectateurs : 20 061 Arbitrage : António Nobre Arbitre vidéo : Hugo Miguel |

#### Groupe B
| Rang | Équipe               | Pts | J | G | N | P | Bp | Bc | Diff |  | Résultats (▼ dom., ► ext.) |     |     |     |     |
| ---- | -------------------- | --- | - | - | - | - | -- | -- | ---- |  | -------------------------- | --- | --- | --- | --- |
| 1    | Maccabi Tel-Aviv     | 15  | 6 | 5 | 0 | 1 | 14 | 9  | +5   |  | Maccabi Tel-Aviv           |     | 3-1 | 3-2 | 3-2 |
| 2    | KAA La Gantoise      | 13  | 6 | 4 | 1 | 1 | 16 | 7  | +9   |  | KAA La Gantoise            | 2-0 |     | 4-1 | 5-0 |
| 3    | Zorya Louhansk       | 7   | 6 | 2 | 1 | 3 | 10 | 11 | -1   |  | Zorya Louhansk             | 1-3 | 1-1 |     | 4-0 |
| 4    | Breiðablik Kópavogur | 0   | 6 | 0 | 0 | 6 | 5  | 18 | -13  |  | Breiðablik Kópavogur       | 1-2 | 2-3 | 0-1 |     |

| 1re journée                  | Maccabi Tel-Aviv                   | 3 - 2   | Breiðablik Kópavogur  | Stade Bloomfield, Tel Aviv-Jaffa                                                                |                                                                                                 |
| 21 septembre 2023 21h00 CEST | Maçon 11e · Zahavi 24e · Biton 32e | (3 - 1) | 44e Olsen · 65e Olsen | Spectateurs : 18 558 Arbitrage : Vitālijs Spasjoņņikovs Arbitre vidéo : Carlos del Cerro Grande | Spectateurs : 18 558 Arbitrage : Vitālijs Spasjoņņikovs Arbitre vidéo : Carlos del Cerro Grande |
| 21 septembre 2023 21h00 CEST | Hlynsson 85e                       | Rapport | 45+3e Svanþórsson     | Spectateurs : 18 558 Arbitrage : Vitālijs Spasjoņņikovs Arbitre vidéo : Carlos del Cerro Grande | Spectateurs : 18 558 Arbitrage : Vitālijs Spasjoņņikovs Arbitre vidéo : Carlos del Cerro Grande |

| 1re journée                  | Zorya Louhansk    | 1 - 1   | KAA La Gantoise | Arena Lublin, Lublin                                                      |                                                                           |
| 21 septembre 2023 21h00 CEST | Guerrero 70e      | (0 - 0) | 67e Cuypers     | Spectateurs : 539 Arbitrage : Daniele Chiffi Arbitre vidéo : Paolo Valeri | Spectateurs : 539 Arbitrage : Daniele Chiffi Arbitre vidéo : Paolo Valeri |
| 21 septembre 2023 21h00 CEST | Kyryukhantsev 86e | Rapport | 57e De Sart     | Spectateurs : 539 Arbitrage : Daniele Chiffi Arbitre vidéo : Paolo Valeri | Spectateurs : 539 Arbitrage : Daniele Chiffi Arbitre vidéo : Paolo Valeri |

| 2e journée                | Breiðablik Kópavogur | 0 - 1   | Zorya Louhansk                                               | Laugardalsvöllur, Reykjavik                                                    |                                                                                |
| 5 octobre 2023 18h45 CEST |                      | (0 - 1) | 35e Gorbach                                                  | Spectateurs : 1 738 Arbitrage : Aleksandar Stavrev Arbitre vidéo : Harm Osmers | Spectateurs : 1 738 Arbitrage : Aleksandar Stavrev Arbitre vidéo : Harm Osmers |
| 5 octobre 2023 18h45 CEST |                      | Rapport | 65e Snournitsyne · 65e Mishnyov · 89e Vantukh · 90+2e Jordan | Spectateurs : 1 738 Arbitrage : Aleksandar Stavrev Arbitre vidéo : Harm Osmers | Spectateurs : 1 738 Arbitrage : Aleksandar Stavrev Arbitre vidéo : Harm Osmers |

| 2e journée                | KAA La Gantoise              | 2 - 0   | Maccabi Tel-Aviv                                              | KAA Gent Stadium, Gand                                                           |                                                                                  |
| 5 octobre 2023 18h45 CEST | Tissoudali 39e 90+2e (pen.)  | (1 - 0) |                                                               | Spectateurs : 10 503 Arbitrage : Abdulkadir Bitigen Arbitre vidéo : Alper Ulusoy | Spectateurs : 10 503 Arbitrage : Abdulkadir Bitigen Arbitre vidéo : Alper Ulusoy |
| 5 octobre 2023 18h45 CEST | Gandelman 51e · Kandouss 52e | Rapport | 13e van Overeem · 70e Maçon · 90e Davidzada · 90+1e Luckassen | Spectateurs : 10 503 Arbitrage : Abdulkadir Bitigen Arbitre vidéo : Alper Ulusoy | Spectateurs : 10 503 Arbitrage : Abdulkadir Bitigen Arbitre vidéo : Alper Ulusoy |

| 3e journée                 | KAA La Gantoise                                              | 5 - 0   | Breiðablik Kópavogur            | KAA Gent Stadium, Gand                                                         |                                                                                |
| 26 octobre 2023 18h45 CEST | Gandelman 10e · Cuypers 15e 19e · Tissoudali 43e · Orban 69e | (4 - 0) |                                 | Spectateurs : 9 907 Arbitrage : Robertas Valikonis Arbitre vidéo : Pawel Malec | Spectateurs : 9 907 Arbitrage : Robertas Valikonis Arbitre vidéo : Pawel Malec |
| 26 octobre 2023 18h45 CEST |                                                              | Rapport | 41e Muminovic · 74e Margeirsson | Spectateurs : 9 907 Arbitrage : Robertas Valikonis Arbitre vidéo : Pawel Malec | Spectateurs : 9 907 Arbitrage : Robertas Valikonis Arbitre vidéo : Pawel Malec |

| 3e journée                  | Maccabi Tel-Aviv              | 3 - 2   | Zorya Louhansk                        | TSC Arena, Bačka Topola                                                    |                                                                            |
| 25 novembre 2023 18h45 CEST | Zahavi 45+2e · Peretz 46e 60e | (0 - 0) | 71e Guerrero · 88e Horbach            | Spectateurs : 0 Arbitrage : Lukas Fähndrich Arbitre vidéo : Lionel Tschudi | Spectateurs : 0 Arbitrage : Lukas Fähndrich Arbitre vidéo : Lionel Tschudi |
| 25 novembre 2023 18h45 CEST | van Overeem 52e · Revivo 82e  | Rapport | 50e Jordan · 65e Myshnyov · 90+1e Bol | Spectateurs : 0 Arbitrage : Lukas Fähndrich Arbitre vidéo : Lionel Tschudi | Spectateurs : 0 Arbitrage : Lukas Fähndrich Arbitre vidéo : Lionel Tschudi |

| 4e journée                 | Breiðablik Kópavogur        | 2 - 3   | KAA La Gantoise                         | Laugardalsvöllur, Reykjavik                                                  |                                                                              |
| 9 novembre 2023 21h00 CEST | Svanþórsson 16e 18e         | (2 - 1) | 6e 54e (pen.) 69e Orban                 | Spectateurs : 1 211 Arbitrage : Julian Weinberger Arbitre vidéo : Alan Kijas | Spectateurs : 1 211 Arbitrage : Julian Weinberger Arbitre vidéo : Alan Kijas |
| 9 novembre 2023 21h00 CEST | Yeoman 52e · Eyjólfsson 61e | Rapport | 60e Fortuna · 68e Brown · 90+2e De Sart | Spectateurs : 1 211 Arbitrage : Julian Weinberger Arbitre vidéo : Alan Kijas | Spectateurs : 1 211 Arbitrage : Julian Weinberger Arbitre vidéo : Alan Kijas |

| 4e journée                 | Zorya Louhansk   | 1 - 3   | Maccabi Tel-Aviv              | Arena Lublin, Lublin                                                   |                                                                        |
| 9 novembre 2023 21h00 CEST | Alefirenko 74e   | (0 - 3) | 7e Luckassen · 26e 43e Peretz | Spectateurs : 763 Arbitrage : John Beaton Arbitre vidéo : Peter Bankes | Spectateurs : 763 Arbitrage : John Beaton Arbitre vidéo : Peter Bankes |
| 9 novembre 2023 21h00 CEST | Snournitsyne 49e | Rapport | 56e Luckassen · 86e Cohen     | Spectateurs : 763 Arbitrage : John Beaton Arbitre vidéo : Peter Bankes | Spectateurs : 763 Arbitrage : John Beaton Arbitre vidéo : Peter Bankes |

| 5e journée                  | KAA La Gantoise                                            | 4 - 1   | Zorya Louhansk             | KAA Gent Stadium, Gand                                                                          |                                                                                                 |
| 30 novembre 2023 18h45 CEST | Fofana 20e · Batahov 49e (csc) · Orban 55e · Gandelman 75e | (1 - 0) | 82e Nahnoynyi              | Spectateurs : 10 303 Arbitrage : Evangelos Manouchos Arbitre vidéo : Aristotelis Diamantopoulos | Spectateurs : 10 303 Arbitrage : Evangelos Manouchos Arbitre vidéo : Aristotelis Diamantopoulos |
| 30 novembre 2023 18h45 CEST | Fadiga 27e · Hjulsager 90+2e                               | Rapport | 39e Antyukh · 42e Aziangbe | Spectateurs : 10 303 Arbitrage : Evangelos Manouchos Arbitre vidéo : Aristotelis Diamantopoulos | Spectateurs : 10 303 Arbitrage : Evangelos Manouchos Arbitre vidéo : Aristotelis Diamantopoulos |

| 5e journée                  | Breiðablik Kópavogur                    | 1 - 2   | Maccabi Tel-Aviv                             | Laugardalsvöllur, Reykjavik                                           |                                                                       |
| 30 novembre 2023 21h00 CEST | Eyjólfsson 61e                          | (0 - 1) | 35e Bitton · 82e Zahavi                      | Spectateurs : 629 Arbitrage : Luka Bilbija Arbitre vidéo : Fran Jović | Spectateurs : 629 Arbitrage : Luka Bilbija Arbitre vidéo : Fran Jović |
| 30 novembre 2023 21h00 CEST | Eyjólfsson 39e, 90+4e · Muminovic 90+4e | Rapport | 37e Bitton · 66e Kanichowsky · 78e Luckassen | Spectateurs : 629 Arbitrage : Luka Bilbija Arbitre vidéo : Fran Jović | Spectateurs : 629 Arbitrage : Luka Bilbija Arbitre vidéo : Fran Jović |

| 6e journée                  | Maccabi Tel-Aviv                | 3 - 1   | KAA La Gantoise               | TSC Arena, Bačka Topola                                                      |                                                                              |
| 14 décembre 2023 21h00 CEST | Kanichowsky 9e · Zahavi 24e 61e | (2 - 0) | 49e De Sart                   | Spectateurs : 0 Arbitrage : Jesús Gil Manzano Arbitre vidéo : Valentín Gómez | Spectateurs : 0 Arbitrage : Jesús Gil Manzano Arbitre vidéo : Valentín Gómez |
| 14 décembre 2023 21h00 CEST | Biton 58e                       | Rapport | 2e Kandouss · 78e Torunarigha | Spectateurs : 0 Arbitrage : Jesús Gil Manzano Arbitre vidéo : Valentín Gómez | Spectateurs : 0 Arbitrage : Jesús Gil Manzano Arbitre vidéo : Valentín Gómez |

| 6e journée                  | Zorya Louhansk                                               | 4 - 0   | Breiðablik Kópavogur                              | Arena Lublin, Lublin                                                       |                                                                            |
| 14 décembre 2023 21h00 CEST | Guerrero 2e · Muminovic 11e (csc) · Mićin 19e · Horbach 76e  | (3 - 0) |                                                   | Spectateurs : 442 Arbitrage : Tomas Klima Arbitre vidéo : Miroslav Zelinka | Spectateurs : 442 Arbitrage : Tomas Klima Arbitre vidéo : Miroslav Zelinka |
| 14 décembre 2023 21h00 CEST | Bol 7e · Batahov 17e · Antyukh 52e · Churko 65e · Jordan 83e | Rapport | 65e Margeirsson · 74e Kristinsson · 76e Muminovic | Spectateurs : 442 Arbitrage : Tomas Klima Arbitre vidéo : Miroslav Zelinka | Spectateurs : 442 Arbitrage : Tomas Klima Arbitre vidéo : Miroslav Zelinka |

#### Groupe C
| Rang | Équipe         | Pts | J | G | N | P | Bp | Bc | Diff |  | Résultats (▼ dom., ► ext.) |     |     |     |     |
| ---- | -------------- | --- | - | - | - | - | -- | -- | ---- |  | -------------------------- | --- | --- | --- | --- |
| 1    | Viktoria Plzeň | 18  | 6 | 6 | 0 | 0 | 9  | 1  | +8   |  | Viktoria Plzeň             |     | 1-0 | 3-0 | 1-0 |
| 2    | Dinamo Zagreb  | 9   | 6 | 3 | 0 | 3 | 10 | 5  | +5   |  | Dinamo Zagreb              | 0-1 |     | 5-1 | 3-0 |
| 3    | FK Astana      | 4   | 6 | 1 | 1 | 4 | 4  | 13 | -9   |  | FK Astana                  | 1-2 | 0-2 |     | 0-0 |
| 4    | KF Ballkani    | 4   | 6 | 1 | 1 | 4 | 3  | 7  | -4   |  | KF Ballkani                | 0-1 | 2-0 | 1-2 |     |

| 1re journée                  | Viktoria Plzeň                       | 1 - 0   | KF Ballkani           | Stadion města Plzně, Pilsen                                                    |                                                                                |
| 21 septembre 2023 21h00 CEST | Kalvach 73e                          | (0 - 0) |                       | Spectateurs : 9 562 Arbitrage : Damian Sylwestrzak Arbitre vidéo : Pawel Malec | Spectateurs : 9 562 Arbitrage : Damian Sylwestrzak Arbitre vidéo : Pawel Malec |
| 21 septembre 2023 21h00 CEST | Šulc 64e · Chorý 67e · Kliment 90+1e | Rapport | 54e Thaqi · 90+5e Kuç | Spectateurs : 9 562 Arbitrage : Damian Sylwestrzak Arbitre vidéo : Pawel Malec | Spectateurs : 9 562 Arbitrage : Damian Sylwestrzak Arbitre vidéo : Pawel Malec |

| 1re journée                  | Dinamo Zagreb                                                            | 5 - 1   | FK Astana                                            | Stade Maksimir, Zagreb                                                               |                                                                                      |
| 21 septembre 2023 21h00 CEST | Petković 43e (pen.) 53e (pen.) · Bulat 58e · Marin 85e · Halilović 90+3e | (1 - 0) | 78e Hovhannisyan                                     | Spectateurs : 10 005 Arbitrage : Paweł Raczkowski Arbitre vidéo : Tomasz Kwiatkowski | Spectateurs : 10 005 Arbitrage : Paweł Raczkowski Arbitre vidéo : Tomasz Kwiatkowski |
| 21 septembre 2023 21h00 CEST | Šutalo 70e                                                               | Rapport | 42e Darboe · 43e Lončar · 48e Amanović · 52e Haroyan | Spectateurs : 10 005 Arbitrage : Paweł Raczkowski Arbitre vidéo : Tomasz Kwiatkowski | Spectateurs : 10 005 Arbitrage : Paweł Raczkowski Arbitre vidéo : Tomasz Kwiatkowski |

| 2e journée                | FK Astana                                                   | 1 - 2   | Viktoria Plzeň                       | Astana Arena, Astana                                                           |                                                                                |
| 5 octobre 2023 16h30 CEST | Tomasov 51e                                                 | (0 - 0) | 54e Chorý · 56e Kopic                | Spectateurs : 24 421 Arbitrage : Gustavo Correia Arbitre vidéo : João Pinheiro | Spectateurs : 24 421 Arbitrage : Gustavo Correia Arbitre vidéo : João Pinheiro |
| 5 octobre 2023 16h30 CEST | Haroyan 40e · Kuat 45+1e · Marochkin 59e · Hovhannisyan 63e | Rapport | 60e Durosinmi · 66e Šulc · 80e Chorý | Spectateurs : 24 421 Arbitrage : Gustavo Correia Arbitre vidéo : João Pinheiro | Spectateurs : 24 421 Arbitrage : Gustavo Correia Arbitre vidéo : João Pinheiro |

| 2e journée                | KF Ballkani                                    | 2 - 0   | Dinamo Zagreb | Stade de Fadil Vokrri, Pristina                                               |                                                                               |
| 5 octobre 2023 18h45 CEST | Kryeziu 44e · Hamidi 83e                       | (1 - 0) |               | Spectateurs : 9 654 Arbitrage : Atilla Karaoglan Arbitre vidéo : Hakan Ceylan | Spectateurs : 9 654 Arbitrage : Atilla Karaoglan Arbitre vidéo : Hakan Ceylan |
| 5 octobre 2023 18h45 CEST | Kryeziu 3e · Kuč 17e · Koliçi 81e · Hamidi 84e | Rapport | 80e Emreli    | Spectateurs : 9 654 Arbitrage : Atilla Karaoglan Arbitre vidéo : Hakan Ceylan | Spectateurs : 9 654 Arbitrage : Atilla Karaoglan Arbitre vidéo : Hakan Ceylan |

| 3e journée                 | KF Ballkani              | 1 - 2   | FK Astana                                                        | Stade de Fadil Vokrri, Pristina                                                     |                                                                                     |
| 26 octobre 2023 18h45 CEST | Kuč 8e                   | (1 - 2) | 7e Hovhannisyan · 23e Beysebekov                                 | Spectateurs : 7 208 Arbitrage : Vassilis Fotias Arbitre vidéo : Evangelos Manouchos | Spectateurs : 7 208 Arbitrage : Vassilis Fotias Arbitre vidéo : Evangelos Manouchos |
| 26 octobre 2023 18h45 CEST | Dellova 68e · Hamidi 80e | Rapport | 21e Amanović · 77e Ebong · 90+2e Beysebekov · 90+4e Hovhannisyan | Spectateurs : 7 208 Arbitrage : Vassilis Fotias Arbitre vidéo : Evangelos Manouchos | Spectateurs : 7 208 Arbitrage : Vassilis Fotias Arbitre vidéo : Evangelos Manouchos |

| 3e journée                 | Dinamo Zagreb                      | 0 - 1   | Viktoria Plzeň          | Stade Maksimir, Zagreb                                                      |                                                                             |
| 26 octobre 2023 21h00 CEST |                                    | (0 - 0) | 69e (pen.) Chorý        | Spectateurs : 8 407 Arbitrage : Robert Jones Arbitre vidéo : Jarred Gillett | Spectateurs : 8 407 Arbitrage : Robert Jones Arbitre vidéo : Jarred Gillett |
| 26 octobre 2023 21h00 CEST | Mišić 11e · Emreli 19e · Perić 53e | Rapport | 12e Kalvach · 82e Kopic | Spectateurs : 8 407 Arbitrage : Robert Jones Arbitre vidéo : Jarred Gillett | Spectateurs : 8 407 Arbitrage : Robert Jones Arbitre vidéo : Jarred Gillett |

| 4e journée                 | FK Astana                     | 0 - 0   | KF Ballkani | Astana Arena, Astana                                                     |                                                                          |
| 9 novembre 2023 16h30 CEST |                               | (0 - 0) |             | Spectateurs : 15 337 Arbitrage : Balázs Berke Arbitre vidéo : István Vad | Spectateurs : 15 337 Arbitrage : Balázs Berke Arbitre vidéo : István Vad |
| 9 novembre 2023 16h30 CEST | Amanović 44e · Beysebekov 85e | Rapport | 18e Hamidi  | Spectateurs : 15 337 Arbitrage : Balázs Berke Arbitre vidéo : István Vad | Spectateurs : 15 337 Arbitrage : Balázs Berke Arbitre vidéo : István Vad |

| 4e journée                 | Viktoria Plzeň                                                                  | 1 - 0   | Dinamo Zagreb                                  | Stadion města Plzně, Pilsen                                                                    |                                                                                                |
| 9 novembre 2023 18h45 CEST | Chorý 35e (pen.)                                                                | (1 - 0) |                                                | Spectateurs : 11 084 Arbitrage : Anastasios Sidiropoulos Arbitre vidéo : Anastasios Papapetrou | Spectateurs : 11 084 Arbitrage : Anastasios Sidiropoulos Arbitre vidéo : Anastasios Papapetrou |
| 9 novembre 2023 18h45 CEST | Chorý 30e · Jirka 62e · Staněk 90+4e · Bucha 90+9e · Dweh 90+9e · Kalvach 90+9e | Rapport | 28e Ristovski · 50e Perković · 90+9e Kulenović | Spectateurs : 11 084 Arbitrage : Anastasios Sidiropoulos Arbitre vidéo : Anastasios Papapetrou | Spectateurs : 11 084 Arbitrage : Anastasios Sidiropoulos Arbitre vidéo : Anastasios Papapetrou |

| 5e journée                  | FK Astana                                  | 0 - 2   | Dinamo Zagreb            | Astana Arena, Astana                                                       |                                                                            |
| 30 novembre 2023 16h30 CEST |                                            | (0 - 0) | 48e Vidović · 79e Kaneko | Spectateurs : 20 313 Arbitrage : John Beaton Arbitre vidéo : Andrew Dallas | Spectateurs : 20 313 Arbitrage : John Beaton Arbitre vidéo : Andrew Dallas |
| 30 novembre 2023 16h30 CEST | Kuat 38e · Jovančić 59e, 73e · Haroyan 74e | Rapport | 72e Perić                | Spectateurs : 20 313 Arbitrage : John Beaton Arbitre vidéo : Andrew Dallas | Spectateurs : 20 313 Arbitrage : John Beaton Arbitre vidéo : Andrew Dallas |

| 5e journée                  | KF Ballkani              | 0 - 1   | Viktoria Plzeň | Arena Kombëtare, Tirana                                                               |                                                                                       |
| 30 novembre 2023 18h45 CEST |                          | (0 - 0) | 81e Šulc       | Spectateurs : 2 200 Arbitrage : Marian Alexandru Barbu Arbitre vidéo : Ovidiu Haţegan | Spectateurs : 2 200 Arbitrage : Marian Alexandru Barbu Arbitre vidéo : Ovidiu Haţegan |
| 30 novembre 2023 18h45 CEST | Manaj 82e · Halili 90+4e | Rapport | 44e Dweh       | Spectateurs : 2 200 Arbitrage : Marian Alexandru Barbu Arbitre vidéo : Ovidiu Haţegan | Spectateurs : 2 200 Arbitrage : Marian Alexandru Barbu Arbitre vidéo : Ovidiu Haţegan |

| 6e journée                  | Viktoria Plzeň                  | 3 - 0   | FK Astana                      | Stadion města Plzně, Pilsen                                                   |                                                                               |
| 14 décembre 2023 21h00 CEST | Vlkanova 58e · Mosquera 67e 82e | (0 - 0) |                                | Spectateurs : 8 135 Arbitrage : Willy Delajod Arbitre vidéo : Eric Wattellier | Spectateurs : 8 135 Arbitrage : Willy Delajod Arbitre vidéo : Eric Wattellier |
| 14 décembre 2023 21h00 CEST | Šulc 30e                        | Rapport | 14e Tomašević · 23e Beysebekov | Spectateurs : 8 135 Arbitrage : Willy Delajod Arbitre vidéo : Eric Wattellier | Spectateurs : 8 135 Arbitrage : Willy Delajod Arbitre vidéo : Eric Wattellier |

| 6e journée                  | Dinamo Zagreb                | 3 - 0   | KF Ballkani                           | Stade Maksimir, Zagreb                                                              |                                                                                     |
| 14 décembre 2023 21h00 CEST | Perić 69e · Petković 72e 77e | (0 - 0) |                                       | Spectateurs : 6 048 Arbitrage : Ricardo de Burgos Arbitre vidéo : José Luis Munuera | Spectateurs : 6 048 Arbitrage : Ricardo de Burgos Arbitre vidéo : José Luis Munuera |
| 14 décembre 2023 21h00 CEST | Petković 15e · Kaneko 65e    | Rapport | 35e Trashi · 39e Halili · 75e Dellova | Spectateurs : 6 048 Arbitrage : Ricardo de Burgos Arbitre vidéo : José Luis Munuera | Spectateurs : 6 048 Arbitrage : Ricardo de Burgos Arbitre vidéo : José Luis Munuera |

#### Groupe D
| Rang | Équipe        | Pts | J | G | N | P | Bp | Bc | Diff |  | Résultats (▼ dom., ► ext.) |     |     |     |     |
| ---- | ------------- | --- | - | - | - | - | -- | -- | ---- |  | -------------------------- | --- | --- | --- | --- |
| 1    | Club Bruges   | 16  | 6 | 5 | 1 | 0 | 15 | 3  | +12  |  | Club Bruges                |     | 3-1 | 1-1 | 2-0 |
| 2    | FK Bodø/Glimt | 10  | 6 | 3 | 1 | 2 | 11 | 8  | +3   |  | FK Bodø/Glimt              | 0-1 |     | 3-1 | 5-2 |
| 3    | Beşiktaş JK   | 4   | 6 | 1 | 1 | 4 | 7  | 14 | -7   |  | Beşiktaş JK                | 0-5 | 1-2 |     | 2-3 |
| 4    | FC Lugano     | 4   | 6 | 1 | 1 | 4 | 6  | 14 | -8   |  | FC Lugano                  | 1-3 | 0-0 | 0-2 |     |

| 1re journée                  | Club Bruges                                                                             | 1 - 1   | Beşiktaş JK   | Stade Jan Breydel, Bruges                                                            |                                                                                      |
| 21 septembre 2023 21h00 CEST | Vanaken 77e                                                                             | (0 - 0) | 88e Tosun     | Spectateurs : 18 442 Arbitrage : Aleksei Kulbakov Arbitre vidéo : Bartosz Frankowski | Spectateurs : 18 442 Arbitrage : Aleksei Kulbakov Arbitre vidéo : Bartosz Frankowski |
| 21 septembre 2023 21h00 CEST | Mechele 40e · Onyedika 74e · Vetlesen 79e · Spileers 86e · Mignolet 89e · Vanaken 90+1e | Rapport | 45+1e Amartey | Spectateurs : 18 442 Arbitrage : Aleksei Kulbakov Arbitre vidéo : Bartosz Frankowski | Spectateurs : 18 442 Arbitrage : Aleksei Kulbakov Arbitre vidéo : Bartosz Frankowski |

| 1re journée                  | FC Lugano                               | 0 - 0   | FK Bodø/Glimt | Stade du Letzigrund, Zurich                                           |                                                                       |
| 21 septembre 2023 21h00 CEST |                                         | (0 - 0) |               | Spectateurs : 1 384 Arbitrage : David Smajc Arbitre vidéo : Matej Jug | Spectateurs : 1 384 Arbitrage : David Smajc Arbitre vidéo : Matej Jug |
| 21 septembre 2023 21h00 CEST | Sabbatini 64e · Bislimi 76e · Saipi 90e | Rapport | 67e Saltnes   | Spectateurs : 1 384 Arbitrage : David Smajc Arbitre vidéo : Matej Jug | Spectateurs : 1 384 Arbitrage : David Smajc Arbitre vidéo : Matej Jug |

| 2e journée                | FK Bodø/Glimt                             | 0 - 1   | Club Bruges                               | Aspmyra Stadion, Bodø                                                          |                                                                                |
| 5 octobre 2023 18h45 CEST |                                           | (0 - 1) | 20e Vanaken                               | Spectateurs : 7 481 Arbitrage : Ondřej Berka Arbitre vidéo : José Luis Munuera | Spectateurs : 7 481 Arbitrage : Ondřej Berka Arbitre vidéo : José Luis Munuera |
| 5 octobre 2023 18h45 CEST | Gulliksen 63e · Grønbæk 66e · Bjørkan 71e | Rapport | 36e Skóraś · 44e De Cuyper · 90+1e Jutglà | Spectateurs : 7 481 Arbitrage : Ondřej Berka Arbitre vidéo : José Luis Munuera | Spectateurs : 7 481 Arbitrage : Ondřej Berka Arbitre vidéo : José Luis Munuera |

| 2e journée                | Beşiktaş JK       | 2 - 3   | FC Lugano                                  | Stade Beşiktaş, Istanbul                                                |                                                                         |
| 5 octobre 2023 18h45 CEST | Aboubakar 38e 52e | (1 - 0) | 81e Aliseda · 86e Vladi · 89e (csc) Bailly | Spectateurs : 24 648 Arbitrage : David Fuxman Arbitre vidéo : Ziv Adler | Spectateurs : 24 648 Arbitrage : David Fuxman Arbitre vidéo : Ziv Adler |
| 5 octobre 2023 18h45 CEST | Rosier 43e, 61e   | Rapport | 43e Bottani                                | Spectateurs : 24 648 Arbitrage : David Fuxman Arbitre vidéo : Ziv Adler | Spectateurs : 24 648 Arbitrage : David Fuxman Arbitre vidéo : Ziv Adler |

| 3e journée                 | FC Lugano                             | 1 - 3   | Club Bruges                                | Stade du Letzigrund, Zurich                                                |                                                                            |
| 26 octobre 2023 18h45 CEST | Vladi 74e                             | (0 - 1) | 15e Balanta · 50e Skov Olsen · 87e Vanaken | Spectateurs : 4 037 Arbitrage : Ovidiu Haţegan Arbitre vidéo : Marco Guida | Spectateurs : 4 037 Arbitrage : Ovidiu Haţegan Arbitre vidéo : Marco Guida |
| 26 octobre 2023 18h45 CEST | Steffen 45e · Hajrizi 56e · Vladi 72e | Rapport | 27e Thiago · 46e Vanaken · 89e Jutglà      | Spectateurs : 4 037 Arbitrage : Ovidiu Haţegan Arbitre vidéo : Marco Guida | Spectateurs : 4 037 Arbitrage : Ovidiu Haţegan Arbitre vidéo : Marco Guida |

| 3e journée                 | FK Bodø/Glimt                             | 3 - 1   | Beşiktaş JK              | Aspmyra Stadion, Bodø                                                            |                                                                                  |
| 26 octobre 2023 21h00 CEST | Grønbæk 29e · Moumbagna 58e · Saltnes 87e | (1 - 0) | 90+1e (csc) Moe          | Spectateurs : 7 115 Arbitrage : Nenad Minaković Arbitre vidéo : Momčilo Marković | Spectateurs : 7 115 Arbitrage : Nenad Minaković Arbitre vidéo : Momčilo Marković |
| 26 octobre 2023 21h00 CEST | Berg 55e                                  | Rapport | 67e Ghezzal · 89e Muleka | Spectateurs : 7 115 Arbitrage : Nenad Minaković Arbitre vidéo : Momčilo Marković | Spectateurs : 7 115 Arbitrage : Nenad Minaković Arbitre vidéo : Momčilo Marković |

| 4e journée                 | Beşiktaş JK                               | 1 - 2   | FK Bodø/Glimt     | Stade Beşiktaş, Istanbul                                                             |                                                                                      |
| 9 novembre 2023 18h45 CEST | Bingöl 64e                                | (0 - 1) | 38e 49e Moumbagna | Spectateurs : 17 314 Arbitrage : Sander Van Der Eijk Arbitre vidéo : Jochem Kamphuis | Spectateurs : 17 314 Arbitrage : Sander Van Der Eijk Arbitre vidéo : Jochem Kamphuis |
| 9 novembre 2023 18h45 CEST | Uysal 47e, 90+3e · Rebić 75e · Bingöl 80e | Rapport | 90+2e Žugelj      | Spectateurs : 17 314 Arbitrage : Sander Van Der Eijk Arbitre vidéo : Jochem Kamphuis | Spectateurs : 17 314 Arbitrage : Sander Van Der Eijk Arbitre vidéo : Jochem Kamphuis |

| 4e journée                 | Club Bruges                       | 2 - 0   | FC Lugano                                                            | Stade Jan Breydel, Bruges                                                     |                                                                               |
| 9 novembre 2023 21h00 CEST | Thiago 62e (pen.) · Vanaken 90+6e | (0 - 0) |                                                                      | Spectateurs : 16 493 Arbitrage : Tamás Bognár Arbitre vidéo : Katalin Kulcsár | Spectateurs : 16 493 Arbitrage : Tamás Bognár Arbitre vidéo : Katalin Kulcsár |
| 9 novembre 2023 21h00 CEST | Thiago 47e · Vanaken 64e          | Rapport | 41e Hajdari · 43e Hadj · 66e Steffen · 74e Sabbatini · 90+5e El Wafi | Spectateurs : 16 493 Arbitrage : Tamás Bognár Arbitre vidéo : Katalin Kulcsár | Spectateurs : 16 493 Arbitrage : Tamás Bognár Arbitre vidéo : Katalin Kulcsár |

| 5e journée                  | FK Bodø/Glimt                                           | 5 - 2   | FC Lugano                                                             | Aspmyra Stadion, Bodø                                                  |                                                                        |
| 30 novembre 2023 18h45 CEST | Pellegrino 40e 78e · Fet 52e · Berg 65e · Kapskarmo 88e | (1 - 0) | 69e Celar · 82e Babic                                                 | Spectateurs : 6 295 Arbitrage : Dario Bel Arbitre vidéo : Duje Strukan | Spectateurs : 6 295 Arbitrage : Dario Bel Arbitre vidéo : Duje Strukan |
| 30 novembre 2023 18h45 CEST | Moumbagna 42e · Pellegrino 60e · Žugelj 81e             | Rapport | 45e Mahmoud · 60e Saipi · 63e Cimignani · 90+2e Vladi · 90+5e Hajdari | Spectateurs : 6 295 Arbitrage : Dario Bel Arbitre vidéo : Duje Strukan | Spectateurs : 6 295 Arbitrage : Dario Bel Arbitre vidéo : Duje Strukan |

| 5e journée                  | Beşiktaş JK | 0 - 5   | Club Bruges                                            | Stade Beşiktaş, Istanbul                                                  |                                                                           |
| 30 novembre 2023 18h45 CEST |             | (0 - 2) | 4e Nielsen · 14e 46e Thiago · 50e Onyedika · 69e Olsen | Spectateurs : 13 021 Arbitrage : David Šmajc Arbitre vidéo : Alen Borošak | Spectateurs : 13 021 Arbitrage : David Šmajc Arbitre vidéo : Alen Borošak |
| 30 novembre 2023 18h45 CEST | Uçan 45+3e  | Rapport | 38e Nielsen                                            | Spectateurs : 13 021 Arbitrage : David Šmajc Arbitre vidéo : Alen Borošak | Spectateurs : 13 021 Arbitrage : David Šmajc Arbitre vidéo : Alen Borošak |

| 6e journée                  | Club Bruges                             | 3 - 1   | FK Bodø/Glimt                            | Stade Jan Breydel, Bruges                                                                |                                                                                          |
| 14 décembre 2023 21h00 CEST | Nusa 26e · Thiago 58e · Mechele 89e     | (1 - 0) | 57e (pen.) Pellegrino                    | Spectateurs : 15 835 Arbitrage : Anastasios Papapetrou Arbitre vidéo : Angelos Evangelou | Spectateurs : 15 835 Arbitrage : Anastasios Papapetrou Arbitre vidéo : Angelos Evangelou |
| 14 décembre 2023 21h00 CEST | Mechele 75e · Skov Olsen 81e · Odoi 84e | Rapport | 23e Kapskarmo · 45+1e Moe · 62e Amundsen | Spectateurs : 15 835 Arbitrage : Anastasios Papapetrou Arbitre vidéo : Angelos Evangelou | Spectateurs : 15 835 Arbitrage : Anastasios Papapetrou Arbitre vidéo : Angelos Evangelou |

| 6e journée                  | FC Lugano                                | 0 - 2   | Beşiktaş JK                                                                                   | Stade du Letzigrund, Zurich                                                  |                                                                              |
| 14 décembre 2023 21h00 CEST |                                          | (0 - 1) | 36e Tosun · 88e Terzi                                                                         | Spectateurs : 5 476 Arbitrage : Paweł Raczkowski Arbitre vidéo : Piotr Lasyk | Spectateurs : 5 476 Arbitrage : Paweł Raczkowski Arbitre vidéo : Piotr Lasyk |
| 14 décembre 2023 21h00 CEST | Espinoza 73e · Hajdari 76e · Steffen 90e | Rapport | 9e Muleka · 63e Tıknaz · 75e Hekimoğlu · 75e Bulut · 79e Zaynutdinov · 90e Oxlade-Chamberlain | Spectateurs : 5 476 Arbitrage : Paweł Raczkowski Arbitre vidéo : Piotr Lasyk | Spectateurs : 5 476 Arbitrage : Paweł Raczkowski Arbitre vidéo : Piotr Lasyk |

#### Groupe E
| Rang | Équipe              | Pts | J | G | N | P | Bp | Bc | Diff |  | Résultats (▼ dom., ► ext.) |     |     |     |     |
| ---- | ------------------- | --- | - | - | - | - | -- | -- | ---- |  | -------------------------- | --- | --- | --- | --- |
| 1    | Aston Villa         | 13  | 6 | 4 | 1 | 1 | 12 | 7  | +5   |  | Aston Villa                |     | 2-1 | 2-1 | 1-0 |
| 2    | Legia Varsovie      | 12  | 6 | 4 | 0 | 2 | 10 | 6  | +4   |  | Legia Varsovie             | 3-2 |     | 2-0 | 2-0 |
| 3    | AZ Alkmaar          | 6   | 6 | 2 | 0 | 4 | 7  | 12 | -5   |  | AZ Alkmaar                 | 1-4 | 1-0 |     | 1-0 |
| 4    | HŠK Zrinjski Mostar | 4   | 6 | 1 | 1 | 4 | 6  | 10 | -4   |  | HŠK Zrinjski Mostar        | 1-1 | 1-2 | 4-3 |     |

| 1re journée                  | Legia Varsovie                        | 3 - 2   | Aston Villa             | Stade du maréchal Józef Piłsudski, Varsovie                                           |                                                                                       |
| 21 septembre 2023 18h45 CEST | Wszołek 3e · Muçi 26e 51e             | (2 - 2) | 6e Durán · 38e Digne    | Spectateurs : 27 801 Arbitrage : Evangelos Manouchos Arbitre vidéo : Agelos Evangelou | Spectateurs : 27 801 Arbitrage : Evangelos Manouchos Arbitre vidéo : Agelos Evangelou |
| 21 septembre 2023 18h45 CEST | Kun 19e · Ribeiro 84e · Tobiasz 90+4e | Rapport | 53e Zaniolo · 71e Diaby | Spectateurs : 27 801 Arbitrage : Evangelos Manouchos Arbitre vidéo : Agelos Evangelou | Spectateurs : 27 801 Arbitrage : Evangelos Manouchos Arbitre vidéo : Agelos Evangelou |

| 1re journée                  | HŠK Zrinjski Mostar                                                        | 4 - 3   | AZ Alkmaar                                   | Stade Pod Bijelim Brijegom, Mostar                                              |                                                                                 |
| 21 septembre 2023 18h45 CEST | Kožulj 48e 81e · Ćorluka 48e · Hrvanović 71e                               | (0 - 3) | 10e van Brederode · 32e Mijnans · 44e de Wit | Spectateurs : 5 100 Arbitrage : Donald Robertson Arbitre vidéo : Chris Kavanagh | Spectateurs : 5 100 Arbitrage : Donald Robertson Arbitre vidéo : Chris Kavanagh |
| 21 septembre 2023 18h45 CEST | Jakovljević 42e · Hrvanović 72e · Rendulić 82e · Kožulj 82e · Bradarić 90e | Rapport | 90e Clasie                                   | Spectateurs : 5 100 Arbitrage : Donald Robertson Arbitre vidéo : Chris Kavanagh | Spectateurs : 5 100 Arbitrage : Donald Robertson Arbitre vidéo : Chris Kavanagh |

| 2e journée                | AZ Alkmaar             | 1 - 0   | Legia Varsovie | AZ Stadion, Alkmaar                                                               |                                                                                   |
| 5 octobre 2023 21h00 CEST | Pavlídis 52e           | (0 - 0) |                | Spectateurs : 14 239 Arbitrage : Nenad Minakovic Arbitre vidéo : Momčilo Marković | Spectateurs : 14 239 Arbitrage : Nenad Minakovic Arbitre vidéo : Momčilo Marković |
| 5 octobre 2023 21h00 CEST | Lahdo 65e · Ryan 90+2e | Rapport | 73e Ribeiro    | Spectateurs : 14 239 Arbitrage : Nenad Minakovic Arbitre vidéo : Momčilo Marković | Spectateurs : 14 239 Arbitrage : Nenad Minakovic Arbitre vidéo : Momčilo Marković |

| 2e journée                | Aston Villa           | 1 - 0   | HŠK Zrinjski Mostar         | Villa Park, Birmingham                                                   |                                                                          |
| 5 octobre 2023 21h00 CEST | McGinn 90+4e          | (0 - 0) |                             | Spectateurs : 37 327 Arbitrage : Urs Schnyder Arbitre vidéo : Fedayi San | Spectateurs : 37 327 Arbitrage : Urs Schnyder Arbitre vidéo : Fedayi San |
| 5 octobre 2023 21h00 CEST | McGinn 24e · Cash 64e | Rapport | 22e Hrvanović · 64e Bilbija | Spectateurs : 37 327 Arbitrage : Urs Schnyder Arbitre vidéo : Fedayi San | Spectateurs : 37 327 Arbitrage : Urs Schnyder Arbitre vidéo : Fedayi San |

| 3e journée                 | AZ Alkmaar                            | 1 - 4   | Aston Villa                                           | AZ Stadion, Alkmaar                                                            |                                                                                |
| 26 octobre 2023 18h45 CEST | Sadiq 65e                             | (0 - 2) | 13e Bailey · 23e Tielemans · 51e Watkins · 56e McGinn | Spectateurs : 16 633 Arbitrage : Sven Jablonski Arbitre vidéo : Daniel Siebert | Spectateurs : 16 633 Arbitrage : Sven Jablonski Arbitre vidéo : Daniel Siebert |
| 26 octobre 2023 18h45 CEST | Mijnans 19e · Clasie 44e · Bazoer 90e | Rapport | 45+1e Lenglet · 86e Bailey                            | Spectateurs : 16 633 Arbitrage : Sven Jablonski Arbitre vidéo : Daniel Siebert | Spectateurs : 16 633 Arbitrage : Sven Jablonski Arbitre vidéo : Daniel Siebert |

| 3e journée                 | HŠK Zrinjski Mostar        | 1 - 2   | Legia Varsovie                     | Stade Pod Bijelim Brijegom, Mostar                                              |                                                                                 |
| 26 octobre 2023 21h00 CEST | Bilbija 30e                | (1 - 1) | 32e (csc) Jakovljević · 62e Kramer | Spectateurs : 6 300 Arbitrage : Andrei Chivulete Arbitre vidéo : Marco Di Bello | Spectateurs : 6 300 Arbitrage : Andrei Chivulete Arbitre vidéo : Marco Di Bello |
| 26 octobre 2023 21h00 CEST | Čanađija 32e · Bilbija 82e | Rapport | 56e Muçi · 79e Hładun · 90+7e Kun  | Spectateurs : 6 300 Arbitrage : Andrei Chivulete Arbitre vidéo : Marco Di Bello | Spectateurs : 6 300 Arbitrage : Andrei Chivulete Arbitre vidéo : Marco Di Bello |

| 4e journée                 | Legia Varsovie                            | 2 - 0   | HŠK Zrinjski Mostar | Stade du maréchal Józef Piłsudski, Varsovie                                          |                                                                                      |
| 9 novembre 2023 18h45 CEST | Augustyniak 14e · Josué 30e (pen.)        | (2 - 0) |                     | Spectateurs : 24 616 Arbitrage : Ricardo de Burgos Arbitre vidéo : José Luis Munuera | Spectateurs : 24 616 Arbitrage : Ricardo de Burgos Arbitre vidéo : José Luis Munuera |
| 9 novembre 2023 18h45 CEST | Çelhaka 6e · Elitim 90+2e · Wszołek 90+3e | Rapport |                     | Spectateurs : 24 616 Arbitrage : Ricardo de Burgos Arbitre vidéo : José Luis Munuera | Spectateurs : 24 616 Arbitrage : Ricardo de Burgos Arbitre vidéo : José Luis Munuera |

| 4e journée                 | Aston Villa                    | 2 - 1   | AZ Alkmaar   | Villa Park, Birmingham                                                    |                                                                           |
| 9 novembre 2023 21h00 CEST | Diego Carlos 61e · Watkins 81e | (0 - 0) | 52e Pavlídis | Spectateurs : 35 156 Arbitrage : Luis Godinho Arbitre vidéo : Hugo Miguel | Spectateurs : 35 156 Arbitrage : Luis Godinho Arbitre vidéo : Hugo Miguel |
| 9 novembre 2023 21h00 CEST | Rapport                        |         |              | Spectateurs : 35 156 Arbitrage : Luis Godinho Arbitre vidéo : Hugo Miguel | Spectateurs : 35 156 Arbitrage : Luis Godinho Arbitre vidéo : Hugo Miguel |

| 5e journée                  | AZ Alkmaar          | 1 - 0   | HŠK Zrinjski Mostar | AZ Stadion, Alkmaar                                                                |                                                                                    |
| 30 novembre 2023 18h45 CEST | Pavlídis 59e (pen.) | (0 - 0) |                     | Spectateurs : 17 132 Arbitrage : Oleksii Derevinskyi Arbitre vidéo : Luca Pairetto | Spectateurs : 17 132 Arbitrage : Oleksii Derevinskyi Arbitre vidéo : Luca Pairetto |
| 30 novembre 2023 18h45 CEST | Penetra 68e         | Rapport | 60e Malekinušić     | Spectateurs : 17 132 Arbitrage : Oleksii Derevinskyi Arbitre vidéo : Luca Pairetto | Spectateurs : 17 132 Arbitrage : Oleksii Derevinskyi Arbitre vidéo : Luca Pairetto |

| 5e journée                  | Aston Villa                                        | 2 - 1   | Legia Varsovie                                          | Villa Park, Birmingham                                                             |                                                                                    |
| 30 novembre 2023 21h00 CEST | Diaby 4e · Moreno 58e                              | (1 - 1) | 20e Muçi                                                | Spectateurs : 37 866 Arbitrage : Marco Di Bello Arbitre vidéo : Gianluca Aureliano | Spectateurs : 37 866 Arbitrage : Marco Di Bello Arbitre vidéo : Gianluca Aureliano |
| 30 novembre 2023 21h00 CEST | Diaby 36e · Luiz 41e · Tielemans 53e · Durán 90+2e | Rapport | 39e Huguet · 41e Wszołek · 68e Kramer · 75e Jędrzejczyk | Spectateurs : 37 866 Arbitrage : Marco Di Bello Arbitre vidéo : Gianluca Aureliano | Spectateurs : 37 866 Arbitrage : Marco Di Bello Arbitre vidéo : Gianluca Aureliano |

| 6e journée                  | Legia Varsovie           | 2 - 0   | AZ Alkmaar       | Stade du maréchal Józef Piłsudski, Varsovie                                           |                                                                                       |
| 14 décembre 2023 18h45 CEST | Ribeiro 34e · Kramer 81e | (1 - 0) |                  | Spectateurs : 27 369 Arbitrage : Harald Lechner Arbitre vidéo : Manuel Schüttengruber | Spectateurs : 27 369 Arbitrage : Harald Lechner Arbitre vidéo : Manuel Schüttengruber |
| 14 décembre 2023 18h45 CEST |                          | Rapport | 53e Martins Indi | Spectateurs : 27 369 Arbitrage : Harald Lechner Arbitre vidéo : Manuel Schüttengruber | Spectateurs : 27 369 Arbitrage : Harald Lechner Arbitre vidéo : Manuel Schüttengruber |

| 6e journée                  | HŠK Zrinjski Mostar           | 1 - 1   | Aston Villa              | Stade Pod Bijelim Brijegom, Mostar                                        |                                                                           |
| 14 décembre 2023 18h45 CEST | Malekinušić 87e               | (0 - 0) | 61e Zaniolo              | Spectateurs : 6 610 Arbitrage : Balázs Berke Arbitre vidéo : Tamás Bognár | Spectateurs : 6 610 Arbitrage : Balázs Berke Arbitre vidéo : Tamás Bognár |
| 14 décembre 2023 18h45 CEST | Čanađija 3e · Malekinušić 88e | Rapport | 37e Zaniolo · 84e McGinn | Spectateurs : 6 610 Arbitrage : Balázs Berke Arbitre vidéo : Tamás Bognár | Spectateurs : 6 610 Arbitrage : Balázs Berke Arbitre vidéo : Tamás Bognár |

#### Groupe F
| Rang | Équipe         | Pts | J | G | N | P | Bp | Bc | Diff |  | Résultats (▼ dom., ► ext.) |     |     |     |     |
| ---- | -------------- | --- | - | - | - | - | -- | -- | ---- |  | -------------------------- | --- | --- | --- | --- |
| 1    | ACF Fiorentina | 12  | 6 | 3 | 3 | 0 | 14 | 6  | +8   |  | ACF Fiorentina             |     | 2-2 | 2-1 | 6-0 |
| 2    | Ferencváros TC | 10  | 6 | 2 | 4 | 0 | 9  | 6  | +3   |  | Ferencváros TC             | 1-1 |     | 1-1 | 3-1 |
| 3    | KRC Genk       | 9   | 6 | 2 | 3 | 1 | 8  | 5  | +3   |  | KRC Genk                   | 2-2 | 0-0 |     | 2-0 |
| 4    | FK Čukarički   | 0   | 6 | 0 | 0 | 6 | 2  | 16 | -14  |  | FK Čukarički               | 0-1 | 1-2 | 0-2 |     |

| 1re journée                  | KRC Genk                  | 2 - 2   | ACF Fiorentina                 | KRC Genk Arena, Genk                                                                  |                                                                                       |
| 21 septembre 2023 18h45 CEST | Zeqiri 12e · McKenzie 85e | (1 - 2) | 7e 23e Ranieri                 | Spectateurs : 11 243 Arbitrage : Stéphanie Frappart Arbitre vidéo : Pierre Gaillouste | Spectateurs : 11 243 Arbitrage : Stéphanie Frappart Arbitre vidéo : Pierre Gaillouste |
| 21 septembre 2023 18h45 CEST | Muñoz 29e                 | Rapport | 33e Mandragora · 45+3e Biraghi | Spectateurs : 11 243 Arbitrage : Stéphanie Frappart Arbitre vidéo : Pierre Gaillouste | Spectateurs : 11 243 Arbitrage : Stéphanie Frappart Arbitre vidéo : Pierre Gaillouste |

| 1re journée                  | Ferencváros TC                               | 3 - 1   | FK Čukarički                                            | Ferencváros Stadion, Budapest                                                       |                                                                                     |
| 21 septembre 2023 18h45 CEST | Varga 44e (pen.) · Kwabena 45+7e · Pešić 79e | (2 - 1) | 26e Ivanović                                            | Spectateurs : 17 859 Arbitrage : Guillermo Cuadra Arbitre vidéo : Ricardo de Burgos | Spectateurs : 17 859 Arbitrage : Guillermo Cuadra Arbitre vidéo : Ricardo de Burgos |
| 21 septembre 2023 18h45 CEST | Kovač 33e · Mmaee 50e                        | Rapport | 19e Docić · 41e Ivanović · 45+3e Adetunji · 66e Subotić | Spectateurs : 17 859 Arbitrage : Guillermo Cuadra Arbitre vidéo : Ricardo de Burgos | Spectateurs : 17 859 Arbitrage : Guillermo Cuadra Arbitre vidéo : Ricardo de Burgos |

| 2e journée                | ACF Fiorentina          | 2 - 2   | Ferencváros TC                                                    | Stade Artemio-Franchi, Florence                                               |                                                                               |
| 5 octobre 2023 21h00 CEST | Barák 66e · Ikoné 90+3e | (0 - 1) | 25e Varga · 51e Cissé                                             | Spectateurs : 20 367 Arbitrage : Daniel Schlager Arbitre vidéo : Sören Storks | Spectateurs : 20 367 Arbitrage : Daniel Schlager Arbitre vidéo : Sören Storks |
| 5 octobre 2023 21h00 CEST | González 87e            | Rapport | 23e Sigér · 55e Mmaee · 57e Varga · 66e Ben Romdhane · 73e Dibusz | Spectateurs : 20 367 Arbitrage : Daniel Schlager Arbitre vidéo : Sören Storks | Spectateurs : 20 367 Arbitrage : Daniel Schlager Arbitre vidéo : Sören Storks |

| 2e journée                | FK Čukarički                    | 0 - 2   | KRC Genk                  | Stade Dubočica, Leskovac                                                    |                                                                             |
| 5 octobre 2023 21h00 CEST |                                 | (0 - 2) | 10e Heynen · 21e Paintsil | Spectateurs : 2 447 Arbitrage : Adam Ladebäck Arbitre vidéo : Luca Pairetto | Spectateurs : 2 447 Arbitrage : Adam Ladebäck Arbitre vidéo : Luca Pairetto |
| 5 octobre 2023 21h00 CEST | Subotić 85e · Miladinović 90+2e | Rapport |                           | Spectateurs : 2 447 Arbitrage : Adam Ladebäck Arbitre vidéo : Luca Pairetto | Spectateurs : 2 447 Arbitrage : Adam Ladebäck Arbitre vidéo : Luca Pairetto |

| 3e journée                 | KRC Genk                                         | 0 - 0   | Ferencváros TC | KRC Genk Arena, Genk                                                           |                                                                                |
| 26 octobre 2023 21h00 CEST |                                                  | (0 - 0) |                | Spectateurs : 10 597 Arbitrage : Aleksandar Stavrev Arbitre vidéo : Fran Jović | Spectateurs : 10 597 Arbitrage : Aleksandar Stavrev Arbitre vidéo : Fran Jović |
| 26 octobre 2023 21h00 CEST | Arteaga 29e · El Khannouss 59e · Arokodare 90+3e | Rapport | 40e Botka      | Spectateurs : 10 597 Arbitrage : Aleksandar Stavrev Arbitre vidéo : Fran Jović | Spectateurs : 10 597 Arbitrage : Aleksandar Stavrev Arbitre vidéo : Fran Jović |

| 3e journée                 | ACF Fiorentina                                                            | 6 - 0   | FK Čukarički                         | Stade Artemio-Franchi, Florence                                                          |                                                                                          |
| 26 octobre 2023 21h00 CEST | Beltrán 6e 10e · Ikoné 29e · Sottil 65e · Martínez Quarta 73e · Lopez 83e | (3 - 0) |                                      | Spectateurs : 15 357 Arbitrage : Chrysovalantis Theouli Arbitre vidéo : Dimitris Solomou | Spectateurs : 15 357 Arbitrage : Chrysovalantis Theouli Arbitre vidéo : Dimitris Solomou |
| 26 octobre 2023 21h00 CEST |                                                                           | Rapport | 7e Vranješ · 10e Docić · 36e Subotić | Spectateurs : 15 357 Arbitrage : Chrysovalantis Theouli Arbitre vidéo : Dimitris Solomou | Spectateurs : 15 357 Arbitrage : Chrysovalantis Theouli Arbitre vidéo : Dimitris Solomou |

| 4e journée                 | Ferencváros TC | 1 - 1   | KRC Genk                                                 | Ferencváros Stadion, Budapest                                                        |                                                                                      |
| 9 novembre 2023 18h45 CEST | Pešić 47e      | (0 - 0) | 62e Muñoz                                                | Spectateurs : 20 127 Arbitrage : Aleksei Kulbakov Arbitre vidéo : Bartosz Frankowski | Spectateurs : 20 127 Arbitrage : Aleksei Kulbakov Arbitre vidéo : Bartosz Frankowski |
| 9 novembre 2023 18h45 CEST | Abu Fani 80e   | Rapport | 43e Sadick · 55e El Khannouss · 58e Muñoz · 73e Paintsil | Spectateurs : 20 127 Arbitrage : Aleksei Kulbakov Arbitre vidéo : Bartosz Frankowski | Spectateurs : 20 127 Arbitrage : Aleksei Kulbakov Arbitre vidéo : Bartosz Frankowski |

| 4e journée                 | FK Čukarički                                           | 0 - 1   | ACF Fiorentina           | Stade Dubočica, Leskovac                                                     |                                                                              |
| 9 novembre 2023 18h45 CEST |                                                        | (0 - 1) | 8e (pen.) Nzola          | Spectateurs : 3 402 Arbitrage : Robert Schröder Arbitre vidéo : Sören Storks | Spectateurs : 3 402 Arbitrage : Robert Schröder Arbitre vidéo : Sören Storks |
| 9 novembre 2023 18h45 CEST | N'Diaye 6e · Adetunji 40e · Nikčević 47e · Singh 90+6e | Rapport | 44e Biraghi · 83e Parisi | Spectateurs : 3 402 Arbitrage : Robert Schröder Arbitre vidéo : Sören Storks | Spectateurs : 3 402 Arbitrage : Robert Schröder Arbitre vidéo : Sören Storks |

| 5e journée                  | ACF Fiorentina                                               | 2 - 1   | KRC Genk                                                                                            | Stade Artemio-Franchi, Florence                                             |                                                                             |
| 30 novembre 2023 21h00 CEST | Quarta 45+4e · González 82e (pen.)                           | (1 - 1) | 45e Kayembe                                                                                         | Spectateurs : 16 666 Arbitrage : Joey Kooij Arbitre vidéo : Jeroen Manschot | Spectateurs : 16 666 Arbitrage : Joey Kooij Arbitre vidéo : Jeroen Manschot |
| 30 novembre 2023 21h00 CEST | Quarta 28e · Milenković 90+2e · Biraghi 90+7e · Kouamé 90+7e | Rapport | 20e Fadera · 81e Muñoz · 89e Paintsil · 89e Hrošovský · 90+2e Zeqiri · 90+4e Galarza · 90+6e Heynen | Spectateurs : 16 666 Arbitrage : Joey Kooij Arbitre vidéo : Jeroen Manschot | Spectateurs : 16 666 Arbitrage : Joey Kooij Arbitre vidéo : Jeroen Manschot |

| 5e journée                  | FK Čukarički                                              | 1 - 2   | Ferencváros TC                                              | Stade Dubočica, Leskovac                                                       |                                                                                |
| 30 novembre 2023 21h00 CEST | Adžić 10e                                                 | (1 - 0) | 83e Zachariassen · 90+8e Pešić                              | Spectateurs : 1 389 Arbitrage : Mohammed Al-Emara Arbitre vidéo : Sören Storks | Spectateurs : 1 389 Arbitrage : Mohammed Al-Emara Arbitre vidéo : Sören Storks |
| 30 novembre 2023 21h00 CEST | Nikčević 73e · Stanković 90+3e · Jovanović 90+10e, 90+11e | Rapport | 44e Abena · 73e Abu Fani · 90+6e Zachariassen · 90+9e Pešić | Spectateurs : 1 389 Arbitrage : Mohammed Al-Emara Arbitre vidéo : Sören Storks | Spectateurs : 1 389 Arbitrage : Mohammed Al-Emara Arbitre vidéo : Sören Storks |

| 6e journée                  | KRC Genk                      | 2 - 0   | FK Čukarički                          | KRC Genk Arena, Genk                                                                      |                                                                                           |
| 14 décembre 2023 18h45 CEST | Heynen 21e · Paintsil 57e     | (1 - 0) |                                       | Spectateurs : 10 423 Arbitrage : Trustin Farrugia Cann Arbitre vidéo : Bartosz Frankowski | Spectateurs : 10 423 Arbitrage : Trustin Farrugia Cann Arbitre vidéo : Bartosz Frankowski |
| 14 décembre 2023 18h45 CEST | Galarza 33e · El Ouahdi 90+1e | Rapport | 32e Sissoko · 50e Adžić · 90+3e Singh | Spectateurs : 10 423 Arbitrage : Trustin Farrugia Cann Arbitre vidéo : Bartosz Frankowski | Spectateurs : 10 423 Arbitrage : Trustin Farrugia Cann Arbitre vidéo : Bartosz Frankowski |

| 6e journée                  | Ferencváros TC   | 1 - 1   | ACF Fiorentina                  | Ferencváros Stadion, Budapest                                                 |                                                                               |
| 14 décembre 2023 18h45 CEST | Zachariassen 48e | (0 - 0) | 73e Ranieri                     | Spectateurs : 20 657 Arbitrage : Luis Godinho Arbitre vidéo : Helder Malheiro | Spectateurs : 20 657 Arbitrage : Luis Godinho Arbitre vidéo : Helder Malheiro |
| 14 décembre 2023 18h45 CEST | Cissé 60e        | Rapport | 10e Mandragora · 31e Milenković | Spectateurs : 20 657 Arbitrage : Luis Godinho Arbitre vidéo : Helder Malheiro | Spectateurs : 20 657 Arbitrage : Luis Godinho Arbitre vidéo : Helder Malheiro |

#### Groupe G
| Rang | Équipe              | Pts | J | G | N | P | Bp | Bc | Diff |  | Résultats (▼ dom., ► ext.) |     |     |     |     |
| ---- | ------------------- | --- | - | - | - | - | -- | -- | ---- |  | -------------------------- | --- | --- | --- | --- |
| 1    | PAOK Salonique      | 16  | 6 | 5 | 1 | 0 | 16 | 10 | +6   |  | PAOK Salonique             |     | 2-1 | 2-2 | 4-2 |
| 2    | Eintracht Francfort | 9   | 6 | 3 | 0 | 3 | 11 | 7  | +4   |  | Eintracht Francfort        | 1-2 |     | 2-1 | 6-0 |
| 3    | Aberdeen FC         | 6   | 6 | 1 | 3 | 2 | 10 | 10 | 0    |  | Aberdeen FC                | 2-3 | 2-0 |     | 1-1 |
| 4    | HJK Helsinki        | 2   | 6 | 0 | 2 | 4 | 7  | 17 | -10  |  | HJK Helsinki               | 2-3 | 0-1 | 2-2 |     |

| 1re journée                  | Eintracht Francfort            | 2 - 1   | Aberdeen FC    | Frankfurt Stadion, Francfort-sur-le-Main                                                 |                                                                                          |
| 21 septembre 2023 18h45 CEST | Marmoush 17e (pen.) · Koch 61e | (1 - 1) | 22e Polvara    | Spectateurs : 55 500 Arbitrage : Chrysovalantis Theouli Arbitre vidéo : Dimitris Solomou | Spectateurs : 55 500 Arbitrage : Chrysovalantis Theouli Arbitre vidéo : Dimitris Solomou |
| 21 septembre 2023 18h45 CEST | Aaronson 25e                   | Rapport | 63e Gartenmann | Spectateurs : 55 500 Arbitrage : Chrysovalantis Theouli Arbitre vidéo : Dimitris Solomou | Spectateurs : 55 500 Arbitrage : Chrysovalantis Theouli Arbitre vidéo : Dimitris Solomou |

| 1re journée                  | HJK Helsinki                       | 2 - 3   | PAOK Salonique                                 | Helsinki Football Stadium, Helsinki                                                 |                                                                                     |
| 21 septembre 2023 18h45 CEST | Bandé 35e · Radulovic 90+9e (pen.) | (1 - 0) | 55e Koulierákis · 81e Despodov · 90+4e Brandon | Spectateurs : 8 532 Arbitrage : Marian Alexandru Barbu Arbitre vidéo : Cătălin Popa | Spectateurs : 8 532 Arbitrage : Marian Alexandru Barbu Arbitre vidéo : Cătălin Popa |
| 21 septembre 2023 18h45 CEST | Hetemaj 61e                        | Rapport | 64e Baba · 64e Despodov                        | Spectateurs : 8 532 Arbitrage : Marian Alexandru Barbu Arbitre vidéo : Cătălin Popa | Spectateurs : 8 532 Arbitrage : Marian Alexandru Barbu Arbitre vidéo : Cătălin Popa |

| 2e journée                | PAOK Salonique                   | 2 - 1   | Eintracht Francfort | Stade de Toúmba, Thessalonique                                                 |                                                                                |
| 5 octobre 2023 21h00 CEST | Živković 28e · Koulierákis 90+2e | (1 - 0) | 68e Marmoush        | Spectateurs : 21 549 Arbitrage : Simone Sozza Arbitre vidéo : Maurizio Mariani | Spectateurs : 21 549 Arbitrage : Simone Sozza Arbitre vidéo : Maurizio Mariani |
| 5 octobre 2023 21h00 CEST |                                  | Rapport | 43e Nkounkou        | Spectateurs : 21 549 Arbitrage : Simone Sozza Arbitre vidéo : Maurizio Mariani | Spectateurs : 21 549 Arbitrage : Simone Sozza Arbitre vidéo : Maurizio Mariani |

| 2e journée                | Aberdeen FC | 1 - 1   | HJK Helsinki  | Pittodrie Stadium, Aberdeen                                                   |                                                                               |
| 5 octobre 2023 21h00 CEST | Miovski 79e | (0 - 0) | 59e Radulović | Spectateurs : 16 316 Arbitrage : Daniel Stefanski Arbitre vidéo : Pawel Malec | Spectateurs : 16 316 Arbitrage : Daniel Stefanski Arbitre vidéo : Pawel Malec |
| 5 octobre 2023 21h00 CEST |             | Rapport | 90+1e Raitala | Spectateurs : 16 316 Arbitrage : Daniel Stefanski Arbitre vidéo : Pawel Malec | Spectateurs : 16 316 Arbitrage : Daniel Stefanski Arbitre vidéo : Pawel Malec |

| 3e journée                 | Eintracht Francfort                                                            | 6 - 0   | HJK Helsinki                           | Frankfurt Stadion, Francfort-sur-le-Main                                           |                                                                                    |
| 26 octobre 2023 21h00 CEST | Dina-Ebimbe 12e (pen.) 89e · Koch 27e · Marmoush 30e · Tuta 45+3e · Skhiri 55e | (4 - 0) |                                        | Spectateurs : 55 500 Arbitrage : Viktor Kopiievskyi Arbitre vidéo : Daniele Chiffi | Spectateurs : 55 500 Arbitrage : Viktor Kopiievskyi Arbitre vidéo : Daniele Chiffi |
| 26 octobre 2023 21h00 CEST | Koch 75e                                                                       | Rapport | 26e Tenho · 29e Keskinen · 42e Peltola | Spectateurs : 55 500 Arbitrage : Viktor Kopiievskyi Arbitre vidéo : Daniele Chiffi | Spectateurs : 55 500 Arbitrage : Viktor Kopiievskyi Arbitre vidéo : Daniele Chiffi |

| 3e journée                 | Aberdeen FC               | 2 - 3   | PAOK Salonique                                     | Pittodrie Stadium, Aberdeen                                                    |                                                                                |
| 26 octobre 2023 21h00 CEST | Miovski 50e · Polvara 58e | (0 - 0) | 73e Despodov · 84e Vieirinha · 90+6e (pen.) Schwab | Spectateurs : 16 089 Arbitrage : Sebastian Gishamer Arbitre vidéo : Alan Kijas | Spectateurs : 16 089 Arbitrage : Sebastian Gishamer Arbitre vidéo : Alan Kijas |
| 26 octobre 2023 21h00 CEST | Rubežić 90+5e             | Rapport | 37e Schwab · 90+2e Troost-Ekong                    | Spectateurs : 16 089 Arbitrage : Sebastian Gishamer Arbitre vidéo : Alan Kijas | Spectateurs : 16 089 Arbitrage : Sebastian Gishamer Arbitre vidéo : Alan Kijas |

| 4e journée                 | PAOK Salonique                                    | 2 - 2   | Aberdeen FC           | Stade de Toúmba, Thessalonique                                               |                                                                              |
| 9 novembre 2023 18h45 CEST | Taison 23e · Samatta 67e                          | (1 - 1) | 14e Duk · 70e McGrath | Spectateurs : 19 019 Arbitrage : Juxhin Xhaja Arbitre vidéo : Daniele Chiffi | Spectateurs : 19 019 Arbitrage : Juxhin Xhaja Arbitre vidéo : Daniele Chiffi |
| 9 novembre 2023 18h45 CEST | Vieirinha 34e · Tsingáras 45e · Koulierákis 90+7e | Rapport | 64e Hayes             | Spectateurs : 19 019 Arbitrage : Juxhin Xhaja Arbitre vidéo : Daniele Chiffi | Spectateurs : 19 019 Arbitrage : Juxhin Xhaja Arbitre vidéo : Daniele Chiffi |

| 4e journée                 | HJK Helsinki | 0 - 1   | Eintracht Francfort | Helsinki Football Stadium, Helsinki                                                |                                                                                    |
| 9 novembre 2023 18h45 CEST |              | (0 - 1) | 31e Chaïbi          | Spectateurs : 10 121 Arbitrage : Pierre Gaillouste Arbitre vidéo : Eric Wattellier | Spectateurs : 10 121 Arbitrage : Pierre Gaillouste Arbitre vidéo : Eric Wattellier |
| 9 novembre 2023 18h45 CEST |              | Rapport | 77e Buta            | Spectateurs : 10 121 Arbitrage : Pierre Gaillouste Arbitre vidéo : Eric Wattellier | Spectateurs : 10 121 Arbitrage : Pierre Gaillouste Arbitre vidéo : Eric Wattellier |

| 5e journée                  | HJK Helsinki                 | 2 - 2   | Aberdeen FC             | Helsinki Football Stadium, Helsinki                                      |                                                                          |
| 30 novembre 2023 18h45 CEST | Bandé 16e · Hostikka 33e     | (2 - 1) | 41e MacDonald · 56e Duk | Spectateurs : 9 053 Arbitrage : Genc Nuza Arbitre vidéo : Daniele Chiffi | Spectateurs : 9 053 Arbitrage : Genc Nuza Arbitre vidéo : Daniele Chiffi |
| 30 novembre 2023 18h45 CEST | Keskinen 86e · Lingman 90+2e | Rapport | 42e Barron · 86e Devlin | Spectateurs : 9 053 Arbitrage : Genc Nuza Arbitre vidéo : Daniele Chiffi | Spectateurs : 9 053 Arbitrage : Genc Nuza Arbitre vidéo : Daniele Chiffi |

| 5e journée                  | Eintracht Francfort                          | 1 - 2   | PAOK Salonique              | Frankfurt Stadion, Francfort-sur-le-Main                                               |                                                                                        |
| 30 novembre 2023 21h00 CEST | Marmoush 58e                                 | (0 - 0) | 55e Kędziora · 73e Živković | Spectateurs : 58 000 Arbitrage : Damian Sylwestrzak Arbitre vidéo : Bartosz Frankowski | Spectateurs : 58 000 Arbitrage : Damian Sylwestrzak Arbitre vidéo : Bartosz Frankowski |
| 30 novembre 2023 21h00 CEST | Tuta 69e · Marmoush 81e · Jakić 90+2e, 90+4e | Rapport | 69e Brandon                 | Spectateurs : 58 000 Arbitrage : Damian Sylwestrzak Arbitre vidéo : Bartosz Frankowski | Spectateurs : 58 000 Arbitrage : Damian Sylwestrzak Arbitre vidéo : Bartosz Frankowski |

| 6e journée                  | PAOK Salonique                                                | 4 - 2   | HJK Helsinki                        | Stade de Toúmba, Thessalonique                                                      |                                                                                     |
| 14 décembre 2023 18h45 CEST | Ozdoïev 37e · Konstantélias 47e · Toivio 53e (csc) · Murg 85e | (0 - 1) | 6e Radulović · 90+2e (pen.) Hetemaj | Spectateurs : 13 696 Arbitrage : Giorgi Kruashvili Arbitre vidéo : Cesar Soto Grado | Spectateurs : 13 696 Arbitrage : Giorgi Kruashvili Arbitre vidéo : Cesar Soto Grado |
| 14 décembre 2023 18h45 CEST | Troost-Ekong 35e                                              | Rapport | 22e Hostikka                        | Spectateurs : 13 696 Arbitrage : Giorgi Kruashvili Arbitre vidéo : Cesar Soto Grado | Spectateurs : 13 696 Arbitrage : Giorgi Kruashvili Arbitre vidéo : Cesar Soto Grado |

| 6e journée                  | Aberdeen FC          | 2 - 0   | Eintracht Francfort | Pittodrie Stadium, Aberdeen                                                          |                                                                                      |
| 14 décembre 2023 18h45 CEST | Duk 41e · Sokler 74e | (1 - 0) |                     | Spectateurs : 14 474 Arbitrage : Miguel Nogueira Arbitre vidéo : Fábio Oliveira Melo | Spectateurs : 14 474 Arbitrage : Miguel Nogueira Arbitre vidéo : Fábio Oliveira Melo |
| 14 décembre 2023 18h45 CEST |                      | Rapport | 90e Knauff          | Spectateurs : 14 474 Arbitrage : Miguel Nogueira Arbitre vidéo : Fábio Oliveira Melo | Spectateurs : 14 474 Arbitrage : Miguel Nogueira Arbitre vidéo : Fábio Oliveira Melo |

#### Groupe H
| Rang | Équipe             | Pts | J | G | N | P | Bp | Bc | Diff |  | Résultats (▼ dom., ► ext.) |     |     |     |     |
| ---- | ------------------ | --- | - | - | - | - | -- | -- | ---- |  | -------------------------- | --- | --- | --- | --- |
| 1    | Fenerbahçe SK      | 12  | 6 | 4 | 0 | 2 | 13 | 11 | +2   |  | Fenerbahçe SK              |     | 3-1 | 3-1 | 4-0 |
| 2    | Ludogorets Razgrad | 12  | 6 | 4 | 0 | 2 | 11 | 11 | 0    |  | Ludogorets Razgrad         | 2-0 |     | 1-0 | 4-0 |
| 3    | FC Nordsjælland    | 10  | 6 | 3 | 1 | 2 | 17 | 7  | +10  |  | FC Nordsjælland            | 6-1 | 7-1 |     | 1-1 |
| 4    | Spartak Trnava     | 1   | 6 | 0 | 1 | 5 | 3  | 15 | -12  |  | Spartak Trnava             | 1-2 | 1-2 | 0-2 |     |

| 1re journée                  | Ludogorets Razgrad                                  | 4 - 0   | Spartak Trnava                             | Ludogorets Arena, Razgrad                                            |                                                                      |
| 21 septembre 2023 18h45 CEST | Yordanov 46e · Piotrowski 50e 63e · Rwan Seco 90+4e | (0 - 0) |                                            | Spectateurs : 6 358 Arbitrage : Genc Nuza Arbitre vidéo : Fedayi San | Spectateurs : 6 358 Arbitrage : Genc Nuza Arbitre vidéo : Fedayi San |
| 21 septembre 2023 18h45 CEST | Gonçalves 40e · Son 44e                             | Rapport | 5e Zeljković · 74e Mikovič · 89e Procházka | Spectateurs : 6 358 Arbitrage : Genc Nuza Arbitre vidéo : Fedayi San | Spectateurs : 6 358 Arbitrage : Genc Nuza Arbitre vidéo : Fedayi San |

| 1re journée                  | Fenerbahçe SK                         | 3 - 1   | FC Nordsjælland                         | Stade Şükrü Saracoğlu, Istanbul                                           |                                                                           |
| 21 septembre 2023 18h45 CEST | Crespo 24e · Batshuayi 30e · Aziz 47e | (2 - 0) | 55e Villadsen                           | Spectateurs : 36 130 Arbitrage : Gergo Bogár Arbitre vidéo : Tamás Bognár | Spectateurs : 36 130 Arbitrage : Gergo Bogár Arbitre vidéo : Tamás Bognár |
| 21 septembre 2023 18h45 CEST | Gonçalves 40e · Son 44e · Fred 66e    | Rapport | 39e Osman · 44e Diomande · 89e Svensson | Spectateurs : 36 130 Arbitrage : Gergo Bogár Arbitre vidéo : Tamás Bognár | Spectateurs : 36 130 Arbitrage : Gergo Bogár Arbitre vidéo : Tamás Bognár |

| 2e journée                | FC Nordsjælland                                                                           | 7 - 1   | Ludogorets Razgrad    | Farum Park, Farum                                                                    |                                                                                      |
| 5 octobre 2023 21h00 CEST | Ingvartsen 2e · Osman 11e · Tverskov 31e · Nygren 32e 74e · Son 68e (csc) · Rasmussen 86e | (4 - 1) | 9e (pen.) Verdon      | Spectateurs : 4 069 Arbitrage : Juxhin Xhaja Arbitre vidéo : Carlos del Cerro Grande | Spectateurs : 4 069 Arbitrage : Juxhin Xhaja Arbitre vidéo : Carlos del Cerro Grande |
| 5 octobre 2023 21h00 CEST |                                                                                           | Rapport | 40e Vidal · 54e Witry | Spectateurs : 4 069 Arbitrage : Juxhin Xhaja Arbitre vidéo : Carlos del Cerro Grande | Spectateurs : 4 069 Arbitrage : Juxhin Xhaja Arbitre vidéo : Carlos del Cerro Grande |

| 2e journée                | Spartak Trnava        | 1 - 2   | Fenerbahçe SK   | Stade Antona-Malatinského, Trnava                                                |                                                                                  |
| 5 octobre 2023 21h00 CEST | Ofori 88e             | (0 - 0) | 70e 81e King    | Spectateurs : 17 528 Arbitrage : Sascha Stegemann Arbitre vidéo : Benjamin Brand | Spectateurs : 17 528 Arbitrage : Sascha Stegemann Arbitre vidéo : Benjamin Brand |
| 5 octobre 2023 21h00 CEST | Kóša 23e · Bernát 30e | Rapport | 45+1e Batshuayi | Spectateurs : 17 528 Arbitrage : Sascha Stegemann Arbitre vidéo : Benjamin Brand | Spectateurs : 17 528 Arbitrage : Sascha Stegemann Arbitre vidéo : Benjamin Brand |

| 3e journée                 | Fenerbahçe SK                      | 3 - 1   | Ludogorets Razgrad                                                          | Stade Şükrü Saracoğlu, Istanbul                                                              |                                                                                              |
| 26 octobre 2023 18h45 CEST | Batshuayi 42e · Zajc 52e 90+3e     | (1 - 0) | 65e (csc) Becão                                                             | Spectateurs : 35 595 Arbitrage : Guillermo Cuadra Fernández Arbitre vidéo : Cesar Soto Grado | Spectateurs : 35 595 Arbitrage : Guillermo Cuadra Fernández Arbitre vidéo : Cesar Soto Grado |
| 26 octobre 2023 18h45 CEST | Djiku 50e · Becão 56e · Crespo 79e | Rapport | 42e Naressi · 48e Tekpetey · 75e Piotrowski · 90+3e Nedyalkov · 90+3e Delev | Spectateurs : 35 595 Arbitrage : Guillermo Cuadra Fernández Arbitre vidéo : Cesar Soto Grado | Spectateurs : 35 595 Arbitrage : Guillermo Cuadra Fernández Arbitre vidéo : Cesar Soto Grado |

| 3e journée                 | Spartak Trnava                     | 0 - 2   | FC Nordsjælland                               | Stade Antona-Malatinského, Trnava                                                |                                                                                  |
| 26 octobre 2023 21h00 CEST |                                    | (0 - 1) | 36e Jensen-Abbew · 48e Rasmussen              | Spectateurs : 12 539 Arbitrage : Allard Lindhout Arbitre vidéo : Jeroen Manschot | Spectateurs : 12 539 Arbitrage : Allard Lindhout Arbitre vidéo : Jeroen Manschot |
| 26 octobre 2023 21h00 CEST | Kompan Breznik 53e · Zeljković 68e | Rapport | 29e Diomande · 32e Schjelderup · 90+1e Ascone | Spectateurs : 12 539 Arbitrage : Allard Lindhout Arbitre vidéo : Jeroen Manschot | Spectateurs : 12 539 Arbitrage : Allard Lindhout Arbitre vidéo : Jeroen Manschot |

| 4e journée                 | FC Nordsjælland       | 1 - 1   | Spartak Trnava                             | Farum Park, Farum                                                                |                                                                                  |
| 9 novembre 2023 18h45 CEST | Ingvartsen 32e (pen.) | (1 - 0) | 61e Ďuriš                                  | Spectateurs : 5 262 Arbitrage : Mohammad Al-Emara Arbitre vidéo : Benjamin Brand | Spectateurs : 5 262 Arbitrage : Mohammad Al-Emara Arbitre vidéo : Benjamin Brand |
| 9 novembre 2023 18h45 CEST | Schjelderup 90+7e     | Rapport | 90+1e Paur · 90+3e Takáč · 90+4e Procházka | Spectateurs : 5 262 Arbitrage : Mohammad Al-Emara Arbitre vidéo : Benjamin Brand | Spectateurs : 5 262 Arbitrage : Mohammad Al-Emara Arbitre vidéo : Benjamin Brand |

| 4e journée                 | Ludogorets Razgrad                        | 2 - 0   | Fenerbahçe SK                                           | Ludogorets Arena, Razgrad                                                      |                                                                                |
| 9 novembre 2023 21h00 CEST | Piotrowski 18e · Rwan Seco 90+2e          | (1 - 0) |                                                         | Spectateurs : 10 363 Arbitrage : Ondřej Berka Arbitre vidéo : Miroslav Zelinka | Spectateurs : 10 363 Arbitrage : Ondřej Berka Arbitre vidéo : Miroslav Zelinka |
| 9 novembre 2023 21h00 CEST | Nedyalkov 32e · Gonçalves 39e · Russo 71e | Rapport | 38e Crespo · 45+1e Zajc · 49e Oosterwolde · 77e Kahveci | Spectateurs : 10 363 Arbitrage : Ondřej Berka Arbitre vidéo : Miroslav Zelinka | Spectateurs : 10 363 Arbitrage : Ondřej Berka Arbitre vidéo : Miroslav Zelinka |

| 5e journée                  | FC Nordsjælland                                             | 6 - 1   | Fenerbahçe SK | Farum Park, Farum                                                              |                                                                                |
| 30 novembre 2023 21h00 CEST | Hey 21e · Svensson 25e · Nygren 55e 75e 84e · Rasmussen 66e | (2 - 1) | 43e Batshuayi | Spectateurs : 7 323 Arbitrage : Jérémie Pignard Arbitre vidéo : Benoît Bastien | Spectateurs : 7 323 Arbitrage : Jérémie Pignard Arbitre vidéo : Benoît Bastien |
| 30 novembre 2023 21h00 CEST | Diomande 17e                                                | Rapport |               | Spectateurs : 7 323 Arbitrage : Jérémie Pignard Arbitre vidéo : Benoît Bastien | Spectateurs : 7 323 Arbitrage : Jérémie Pignard Arbitre vidéo : Benoît Bastien |

| 5e journée                  | Spartak Trnava            | 1 - 2   | Ludogorets Razgrad        | Stade Antona-Malatinského, Trnava                                                        |                                                                                          |
| 30 novembre 2023 21h00 CEST | Daniel 78e                | (0 - 0) | 74e Duah · 90+5e Tissera  | Spectateurs : 10 158 Arbitrage : Vitālijs Spasjoņņikovs Arbitre vidéo : Cesar Soto Grado | Spectateurs : 10 158 Arbitrage : Vitālijs Spasjoņņikovs Arbitre vidéo : Cesar Soto Grado |
| 30 novembre 2023 21h00 CEST | Koštrna 80e · Mikovič 88e | Rapport | 57e Naressi · 90+2e Vidal | Spectateurs : 10 158 Arbitrage : Vitālijs Spasjoņņikovs Arbitre vidéo : Cesar Soto Grado | Spectateurs : 10 158 Arbitrage : Vitālijs Spasjoņņikovs Arbitre vidéo : Cesar Soto Grado |

| 6e journée                  | Ludogorets Razgrad                                                      | 1 - 0   | FC Nordsjælland              | Ludogorets Arena, Razgrad                                                     |                                                                               |
| 14 décembre 2023 18h45 CEST | Piotrowski 79e                                                          | (0 - 0) |                              | Spectateurs : 6 464 Arbitrage : Ovidiu Haţegan Arbitre vidéo : Horațiu Feșnic | Spectateurs : 6 464 Arbitrage : Ovidiu Haţegan Arbitre vidéo : Horațiu Feșnic |
| 14 décembre 2023 18h45 CEST | Tekpetey 6e · Sundberg 33e · Tissera 83e · Yordanov 90+7e · Delev 90+8e | Rapport | 17e Nygren · 48e Schjelderup | Spectateurs : 6 464 Arbitrage : Ovidiu Haţegan Arbitre vidéo : Horațiu Feșnic | Spectateurs : 6 464 Arbitrage : Ovidiu Haţegan Arbitre vidéo : Horațiu Feșnic |

| 6e journée                  | Fenerbahçe SK                                  | 4 - 0   | Spartak Trnava | Stade Şükrü Saracoğlu, Istanbul                                                 |                                                                                 |
| 14 décembre 2023 18h45 CEST | Kadıoğlu 36e · Takáč 48e (csc) · Džeko 59e 61e | (1 - 0) |                | Spectateurs : 33 936 Arbitrage : Aleksandar Stavrev Arbitre vidéo : Mario Zebec | Spectateurs : 33 936 Arbitrage : Aleksandar Stavrev Arbitre vidéo : Mario Zebec |
| 14 décembre 2023 18h45 CEST | Djiku 29e · Oosterwolde 71e                    | Rapport | 31e Bukata     | Spectateurs : 33 936 Arbitrage : Aleksandar Stavrev Arbitre vidéo : Mario Zebec | Spectateurs : 33 936 Arbitrage : Aleksandar Stavrev Arbitre vidéo : Mario Zebec |